# Britische Anti-Invasions-Vorbereitungen im Zweiten Weltkrieg

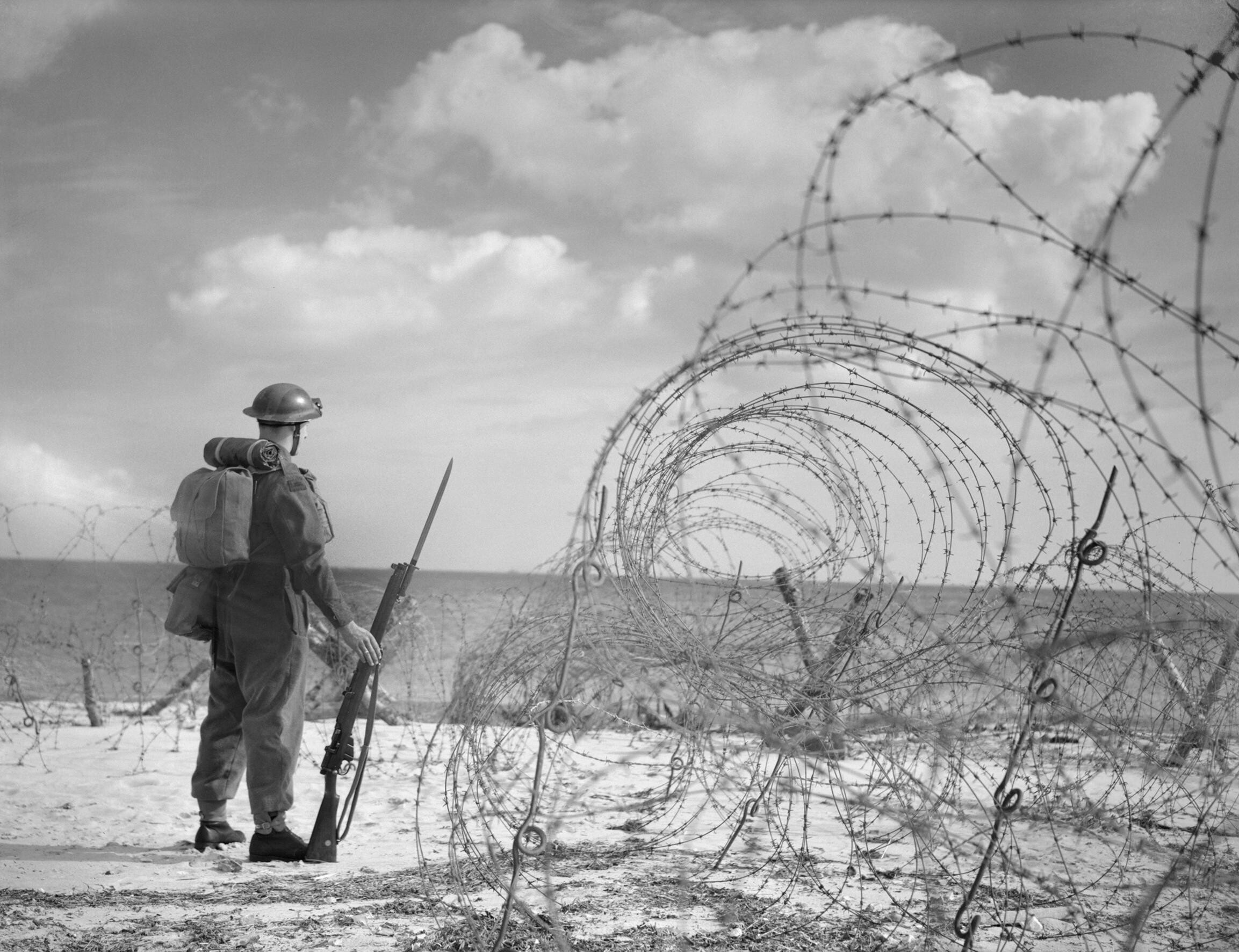
Ein britischer Soldat steht am Strand in Südengland Wache,
7. Oktober 1940

Britische Anti-Invasions-Vorbereitungen im Zweiten Weltkrieg umfassten eine groß angelegte Planung militärischer und ziviler Maßnahmen als Antwort auf die drohende Invasion (Unternehmen Seelöwe) der deutschen Wehrmacht in den Jahren 1940 und 1941. Die britische Armee musste sich von der Niederlage der British Expeditionary Force in Frankreich erholen. 1,5 Millionen Männer wurden als Teilzeitsoldaten in die Home Guard eingezogen. Der schnelle Bau von Feldbefestigungen verwandelte große Teile des Vereinigten Königreichs, insbesondere Südengland, in ein vorbereitetes Schlachtfeld.
Seelöwe kam nie über die vorläufige Zusammenstellung von Truppen hinaus. Nach Jahrzehnten ist von den britischen Vorbereitungen zur Invasionsabwehr nur noch wenig übrig geblieben; lediglich Stahlbetonbauten wie Bunker und Panzersperren sind häufig zu finden.

## Politischer und militärischer Hintergrund
Am 1. September 1939 überfiel das Deutsche Reich Polen (→ Fall Weiss); zwei Tage später erklärten Großbritannien und Frankreich Nazi-Deutschland den Krieg. Der Zweite Weltkrieg hatte begonnen. Innerhalb von drei Wochen marschierte die Rote Armee der Sowjetunion in Einklang mit dem geheimen Molotow-Ribbentrop-Pakt mit Deutschland in die östlichen Regionen Polens ein. Eine British Expeditionary Force (BEF) wurde an die französisch-belgische Grenze entsandt, aber Großbritannien und Frankreich unternahmen keine direkten Maßnahmen zur Unterstützung der Polen. Bis zum 1. Oktober wurde Polen vollständig überrannt. In den folgenden Monaten gab es kaum noch Kämpfe. In einer Periode, die als „Phoney War“ („komischer, seltsamer Krieg“) bekannt wurde, übten Soldaten auf beiden Seiten für den Krieg und die Franzosen und Briten errichteten und bemannten Verteidigungsanlagen an den östlichen Grenzen Frankreichs.

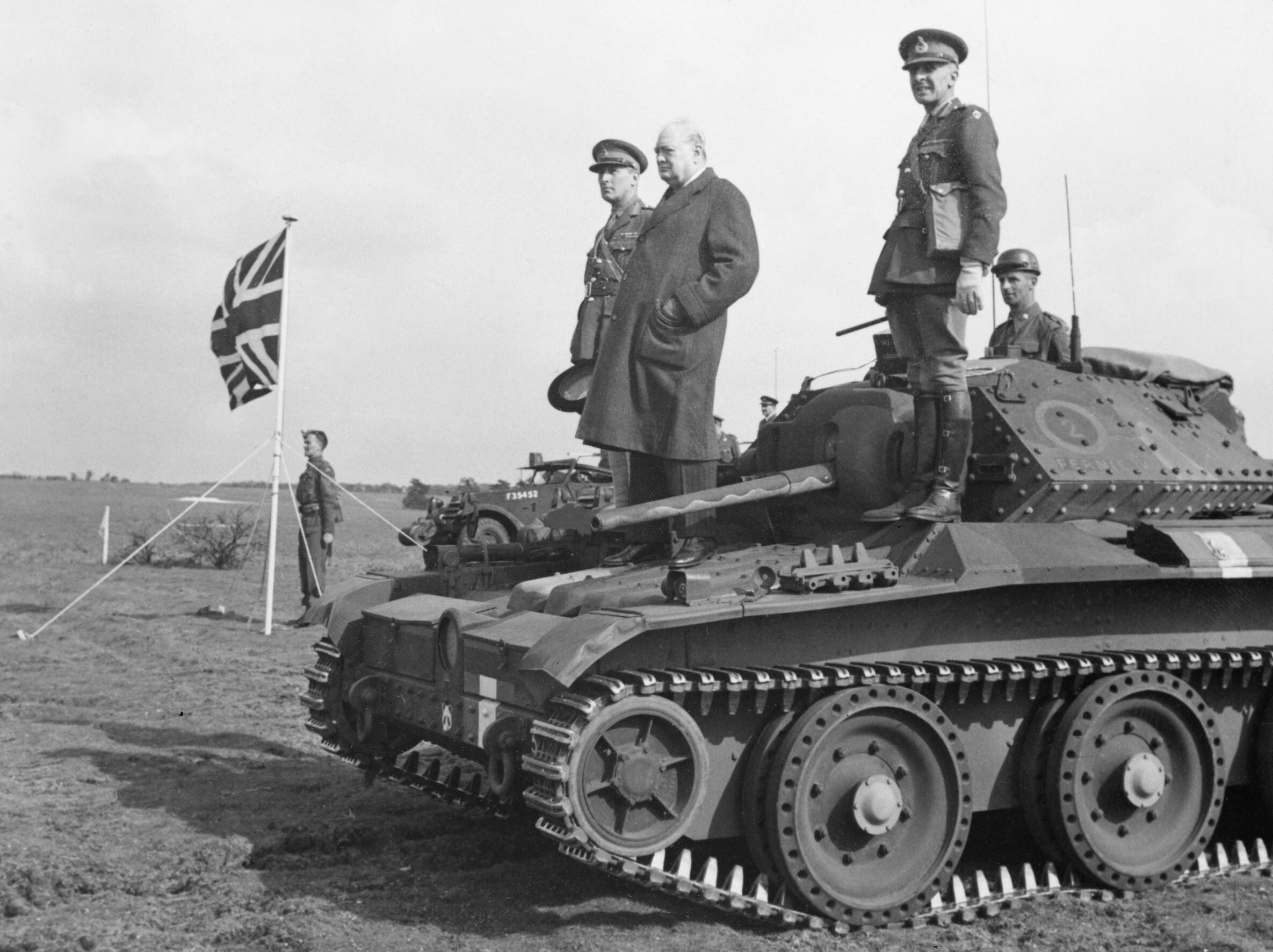
Winston Churchill auf einem Covenanter-Panzer der 4th/7th Royal Dragoon Guards bei Newmarket, Suffolk.

Das britische Kriegskabinett war über deutsche Falschinformationen besorgt, die das Vorhandensein starker Luftlandetruppen, die gegen Großbritannien eingesetzt werden könnten, vorgaukelten. Auf Drängen von Winston Churchill, dem damaligen Ersten Lord der Admiralität, wurde der Oberbefehlshaber der Heimatstreitkräfte, General Sir Walter Kirke, gebeten, einen Plan zur Abwehr einer groß angelegten Invasion auszuarbeiten. Kirke legte seinen Plan am 15. November 1939 vor. Der Plan wurde bekannt als „Plan Julius Caesar“ oder „Plan J-C“, da das Codewort „Julius“ für eine wahrscheinliche Invasion und „Caesar“ für eine bevorstehende Invasion verwendet werden sollte. Kirke, dessen Hauptaufgabe es war, die BEF in Frankreich zu verstärken, hatte nur sehr begrenzte Ressourcen zur Verfügung: sechs schlecht ausgebildete und spärlich ausgerüstete Divisionen der Territorialarmee in England, zwei in Schottland und drei weitere in Reserve. Da im Süden Frankreich als mächtiger Verbündeter angesehen wurde, glaubte Kirke, dass die Ostküsten Englands und Schottlands am verwundbarsten waren, wobei Häfen und Flugplätze als vulnerable Ziele für gegnerische Angriffe galten.
Am 9. April 1940 überfiel Deutschland Dänemark und Norwegen (→ Unternehmen Weserübung). Diese Operation kam Großbritanniens eigenen Plänen, in Norwegen einzumarschieren, zuvor. Dänemark kapitulierte sofort. Auch Norwegen fiel nach einem kurzen Versuch der Briten, sich im nördlichen Teil des Landes zu behaupten. Vor allem die Unternehmung gegen Norwegen zeigte, dass sich die deutsche Kriegsmaschinerie in die Teilstreitkräfte kombinierenden Operationen auch über das Meer hinaus entwickeln konnte. Dieser deutsche Erfolg wurde von den Briten als böses Omen angesehen. Am 7. und 8. Mai 1940 brachte eine Debatte über den Fall Norwegens im britischen Unterhaus eine deutliche Unzufriedenheit mit der Regierung von Premierminister Neville Chamberlain zu Tage. Zwei Tage später wurde Chamberlain von Churchill abgelöst.
Am 10. Mai 1940 überfiel das Deutsche Reich Frankreich. Zu diesem Zeitpunkt bestand die BEF aus 10 Infanteriedivisionen in drei Korps, einer Panzerbrigade und einer Abteilung der Royal Air Force mit etwa 500 Flugzeugen. Das BEF und die besten französischen Kräfte wurden durch den deutschen Angriff in Belgien und den Niederlanden (→ Fall Gelb) zunächst in die Enge getrieben, dann aber durch den deutschen Hauptangriff durch die Ardennen zersplittert. Hoch mobile Panzerdivisionen der Wehrmacht überflügelten und überrannten jede Verteidigung. In erbitterten Kämpfen konnte der größte Teil der BEF der Einkesselung entgehen, indem er sich auf ein kleines Gebiet um den französischen Hafen Dünkirchen zurückzog. Da die Deutschen nun an der französischen Küste standen, wurde es klar, dass eine dringende Neubewertung der Möglichkeiten notwendig war, einer Invasion Großbritanniens durch deutsche Streitkräfte Widerstand entgegenzusetzen.
Am 4. Juni 1940 hielt Churchill im Unterhaus seine historische Rede → We Shall Fight on the Beaches, in der er den unbedingten Willen ausdrückte, eine deutsche Invasion zu verhindern.

## Britische Streitkräfte

### Landstreitkräfte (Army)

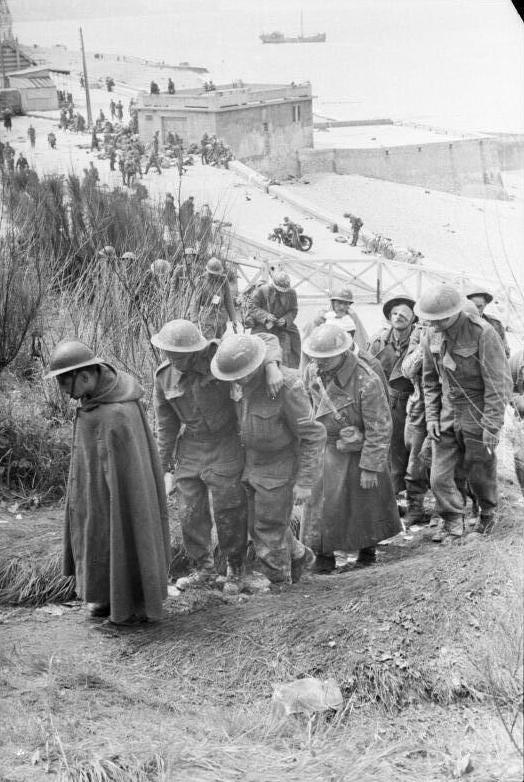
Britische und französische Kriegsgefangene 250 km weit von Dünkirchen

Die verlustreiche Evakuierung der britischen und französischen Streitkräfte (→ Operation Dynamo) begann am 26. Mai 1940 unter Luftdeckung durch die Royal Air Force. In den folgenden zehn Tagen wurden 338.226 französische und britische Soldaten nach Großbritannien evakuiert. Von der BEF wurde der größte Teil des Personals nach Großbritannien zurückgebracht, aber viele Fahrzeuge, Panzer, Geschütze, Munition und schweres Gerät der Armee sowie die Bodenausrüstung und Vorräte der Royal Air Force blieben in Frankreich zurück. Weitere 215.000 Mann wurden im Juni im Rahmen der besser organisierten Operation Aerial aus den Häfen südlich des Kanals evakuiert.
Im Juni 1940 verfügte die britische Armee über 22 Infanteriedivisionen und eine Panzerdivision. Die Infanteriedivisionen verfügten im Durchschnitt nur über ihre halbe Sollstärke und verfügten nur über ein Sechstel ihrer üblichen Artillerie. Über 600 mittlere Geschütze und 280 Haubitzen standen zur Verfügung, wobei im Juni weitere einhundert 25-Pfünder hergestellt wurden. Zusätzlich wurden allein 1940 über 300 4,5-Zoll-Haubitzen, einige 60-Pfünder-Haubitzen und deren modifizierte 4,5-Zoll-Version sowie veraltete Exemplare der 6-Zoll-Haubitze aus der Reserve reaktiviert. Diese wurden mit mehreren hundert zusätzlichen 75-mm-M1917-Geschützen und deren Munition aus den USA ergänzt. Es fehlte an Transportmitteln (nur knapp über 2.000 Fahrzeuge standen zur Verfügung, deren Zahl bis Ende Juli auf über 3.000 erhöht werden konnte). Es herrschte ein kritischer Mangel an Munition, so dass die Ausbildung bedenklich litt.
Zur Koordinierung der Reserven der Streitkräfte auf den britischen Inseln wurde das VII Corps gebildet. Im Juli wurden die beweglichen Divisionen hinter den Küstenverteidigungsstellungen („Coastal crust“) der Strandgebiete von The Wash bis Newhaven in Sussex aufgestellt. Dem Hauptquartier der Reserveeinheiten (General Headquarters Reserve) wurden zwei Korps mit den fähigsten Einheiten unterstellt. Das VII Corps war in Headley Court in Surrey stationiert und umfasste die 1st Armoured und die 1st Canadian Division mit der 1st Army Tank Brigade. Das IV Corps war in Buckinghamshire stationiert und umfasste die 2nd Armoured, 42nd und 43rd Infantry Divisions. Dem VII Corps war auch eine Brigade der 2nd New Zealand Expeditionary Force, die auf dem Weg nach Ägypten nach England umgeleitet worden war, unterstellt.
Zwischen Juni und September 1940, d. h. zwischen der Evakuierung der BEF und dem ursprünglich erwarteten Termins des Unternehmens Seelöwe, gelang es, die Anzahl der für einen Einsatz zur Verfügung stehenden Panzer zu steigern:
| Datum                  | Leichte Panzer | Kampfpanzer | Infanteriepanzer | gesamt |
| ---------------------- | -------------- | ----------- | ---------------- | ------ |
| 10. Juni 1940          | 292            | 0           | 74               | 366    |
| 1. Juli 1940           | 265            | 118         | 119              | 502    |
| 4. August 1940         | 336            | 173         | 189              | 698    |
| (nach Ägypten verlegt) | (−52)          | (−52)       | (−50)            | (−154) |
| 27. August 1940        | 295            | 138         | 185              | 618    |
| 15. September 1940     | 306            | 154         | 224              | 684    |

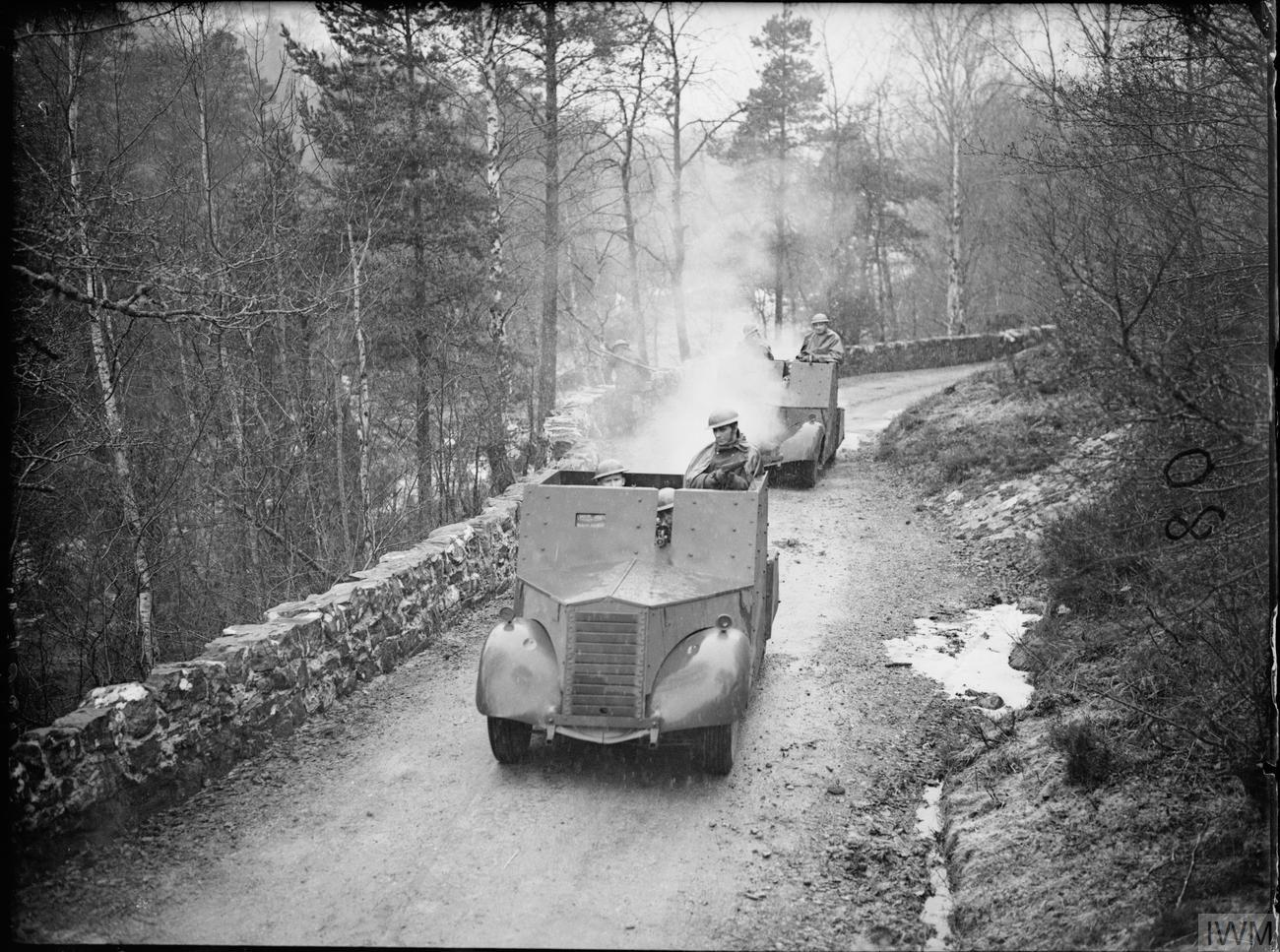
Standard Mk II Beaverette leichtes Aufklärungsfahrzeug in den schottischen Highlands

Die leichten Panzer waren vorwiegend Vickers-Armstrong MkVIB und die Kampfpanzer A9 / A10 / A13 von Vickers bzw. Nuffield, Leyland, English Electric und LMS. Unter den Infanteriepanzern befanden sich 27 veraltete Matilda I, aber der Rest waren fast alle die sehr leistungsfähigen Matilda II. Die ersten Valentine-Infanteriepanzer wurden im Mai 1940 zur Erprobung geliefert und bis Ende September waren 109 Stück gebaut worden. Unmittelbar nach Dünkirchen sollten einige Panzerregimenter, wie die 4th/7th Royal Dragoon Guards, als Infanterie mit wenig mehr als Gewehren und leichten Maschinengewehren bewaffnet in den Einsatz gehen. Im Juni 1940 erhielt das Regiment die Beaverette, ein improvisiertes gepanzertes Fahrzeug, das im Auftrag des Ministers für Flugzeugproduktion, Lord Beaverbrook, entwickelt wurde, sowie ehemalige Reisebusse, die als Mannschaftstransporter eingesetzt werden sollten. Erst im April 1941 kamen Panzer hinzu, später der veraltete Covenanter.
Churchill erklärte: „In der letzten Septemberhälfte waren wir in der Lage, an der Südküstenfront sechzehn Divisionen von hoher Qualität zu stationieren, von denen drei Panzerdivisionen oder deren Äquivalent in Brigaden waren“. Die britische Regierung hatte so großes Vertrauen in die Fähigkeit Großbritanniens Panzerproduktionskapazitäten, eine Invasion abzuwehren, dass sie Mitte August 154 Panzer (52 leichte, 52 schwere und 50 Infanterie) nach Ägypten schickte. Zu diesem Zeitpunkt waren die britischen Fabriken fast gleichauf mit der deutschen Panzerproduktion, und bis 1941 würden sie diese übertreffen.

### Heimwehr (Home Guard)

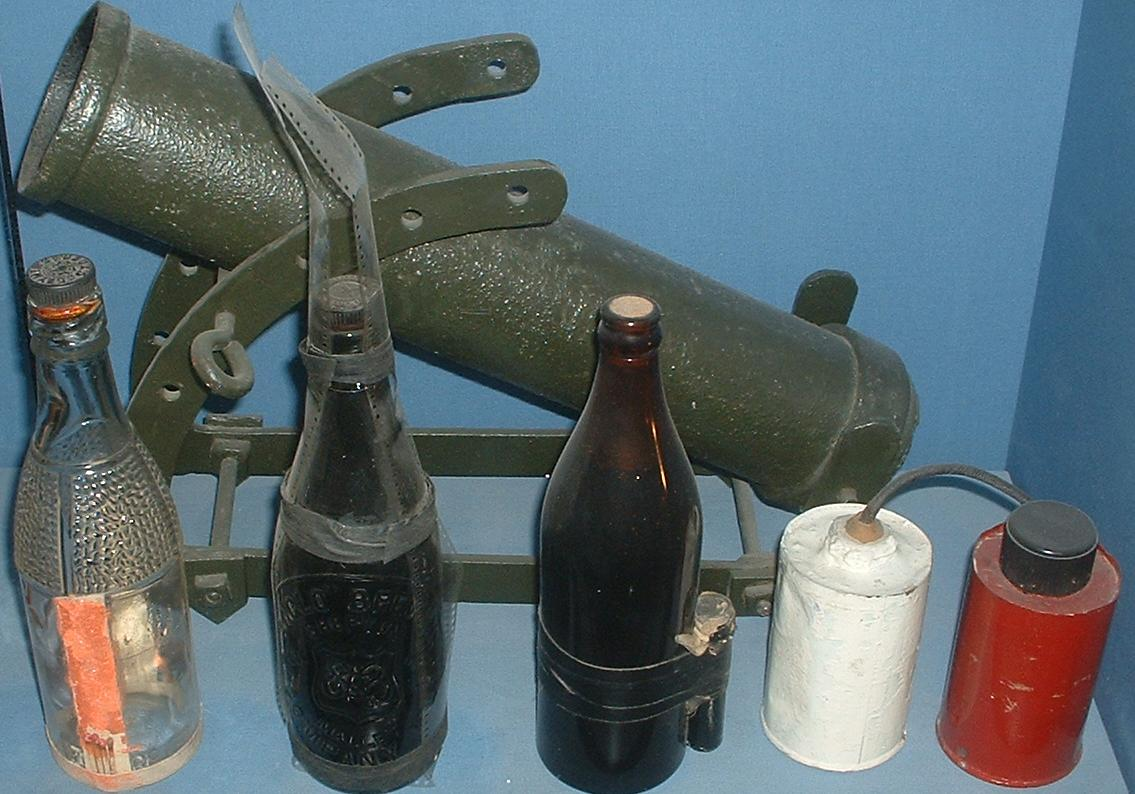
Improvisierte Waffen der Home Guard

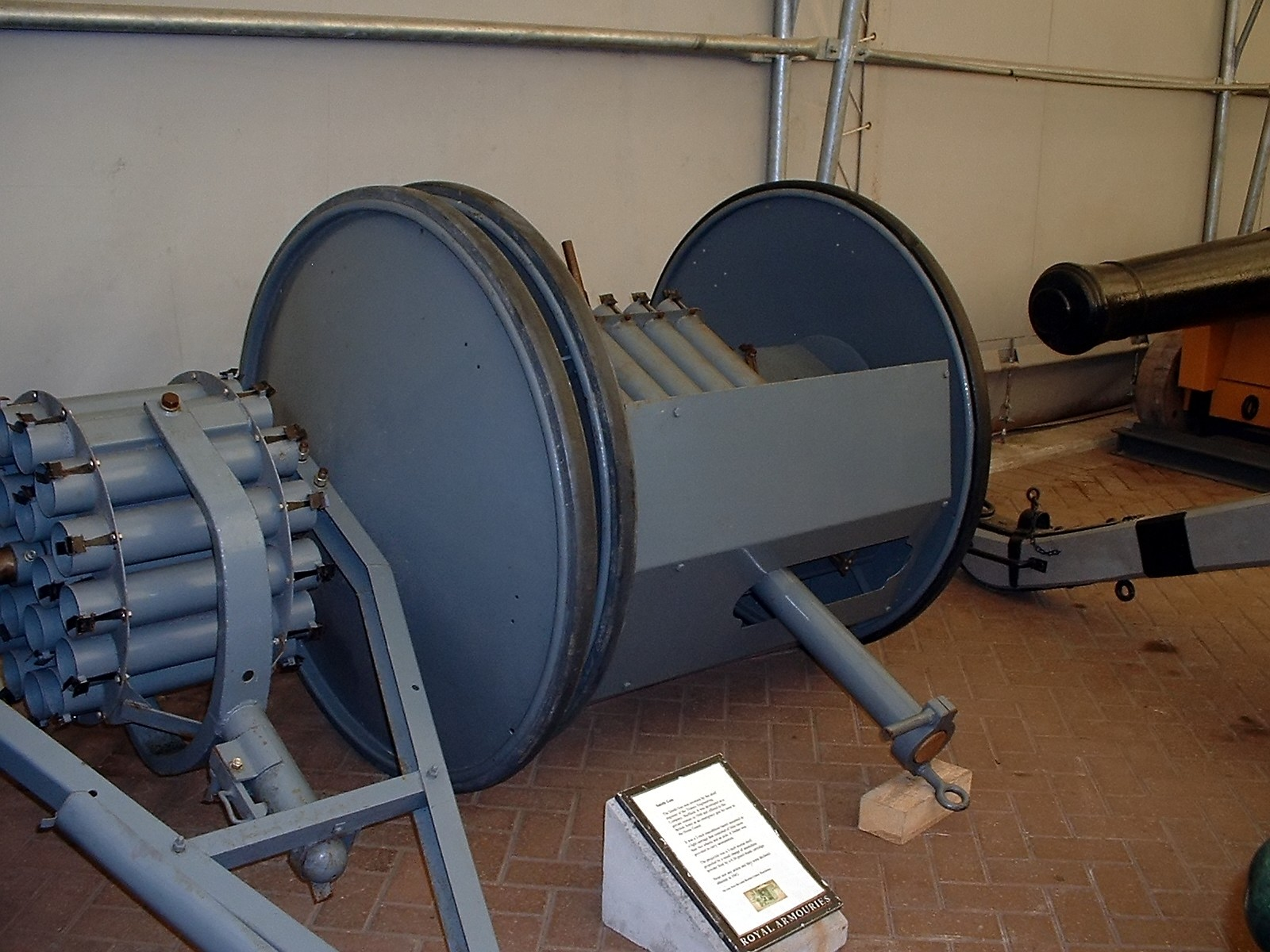
Smith gun und Protze

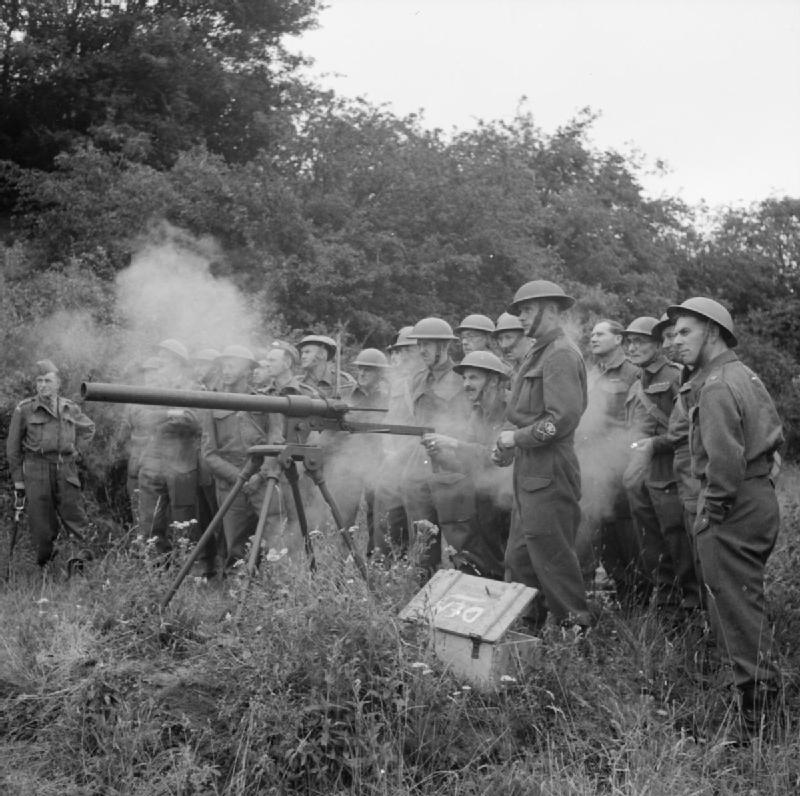
Männer der Home Guard bei einer Vorführung eines Northover Projector

Am 14. Mai 1940 kündigte Kriegsminister Anthony Eden die Bildung der Local Defence Volunteers (LDV) an, die als Home Guard (auch: Dad’s Army) bekannt werden sollten. Weit mehr Männer meldeten sich, als die Regierung erwartet hatte, und bis Ende Juni gab es fast 1,5 Millionen Freiwillige. Es gab genügend Personal für die Verteidigung des Landes, aber es gab keine Uniformen (eine einfache Armbinde musste genügen) und die Ausrüstung war äußerst knapp bemessen. Anfangs war die Home Guard mit Gewehren aus Privatbesitz, Messern oder an Stangen befestigten Bajonetten, Molotowcocktails und improvisierten Flammenwerfern bewaffnet.
Bis Juli 1940 hatte sich die Situation deutlich verbessert, als alle Freiwilligen Uniformen und ein gewisses Maß an Ausbildung erhielten. 500.000 moderne M1917 Enfield-Gewehre, 25.000 M1918 Browning Automatic Rifles und Millionen Schuss Munition wurden aus Reservelagern der US-Streitkräfte gekauft und mit Sonderzügen direkt zu den Einheiten der Home Guard gebracht. Es wurden neue Waffen entwickelt, die billig produziert werden konnten, ohne Material zu verbrauchen, das für die Produktion von Rüstungsgütern für die regulären Einheiten benötigt wurde. Ein frühes Beispiel war die No. 76 Special Incendiary Grenade, eine mit hochentzündlichem Material gefüllte Glasflasche, von der mehr als sechs Millionen Stück hergestellt wurden.
Die „sticky bomb“ (klebende Bombe) war eine mit Nitroglyzerin gefüllte Glasflasche, die mit einer Klebebeschichtung versehen war, so dass sie an ein vorbeifahrendes Fahrzeug geklebt werden konnte. Theoretisch konnte sie geworfen werden, aber in der Praxis musste sie mit ausreichender Wucht gegen das Ziel geschleudert werden, um effektiv eingesetzt werden zu können. Eine Bestellung für eine Million solcher Haftbomben wurde im Juni 1940 aufgegeben, aber verschiedene Probleme verzögerten ihre Verteilung in großer Zahl bis Anfang 1941, und es wurden weniger als 250.000 produziert.
Ein gewisses Maß an Mobilität wurde durch Fahrräder, Motorräder, private Fahrzeuge und Pferde gewährleistet. Einige wenige Einheiten wurden mit gepanzerten Fahrzeugen ausgestattet, von denen einige der Standardausführung entsprachen, aber viele wurden vor Ort aus handelsüblichen Fahrzeugen durch das Anbringen von Stahlplatten improvisiert. Bis 1941 wurde die Home Guard mit „Sub-Artillerie“ ausgestattet; der Begriff steht für eilig produzierte und unkonventionelle Waffen zur Panzerabwehr oder zur Unterstützung der Infanterie, darunter der „Blacker Bombard“ (ein Panzerabwehr-Zapfenmörser), der „Northover Projector“ (ein Schwarzpulver-Mörser) und die „Smith Gun“ (ein kleines Artilleriegeschütz, das von einem privaten Kraftfahrzeug gezogen werden konnte).

### Luftwaffe (Royal Air Force)

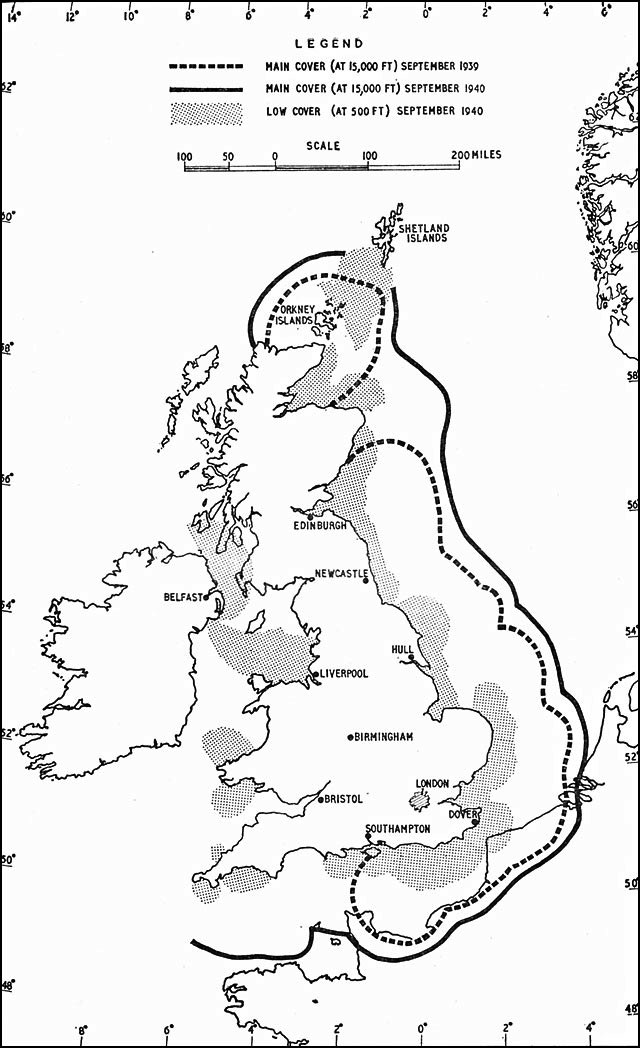
Aufklärungsbereich der britischen Küstenradarkette, September 1939 und September 1940

Mitte 1940 bestand die Hauptaufgabe der Royal Air Force zusammen mit Einheiten der Marineflieger (Fleet Air Arm) darin, der deutschen Luftwaffe die Kontrolle des britischen Luftraums streitig zu machen. Für die Deutschen war das Erreichen einer zumindest lokalen Luftüberlegenheit eine wesentliche Voraussetzung für jede Invasion und potenziell geeignet, die britische Moral zu brechen.
Jeder Flugplatz, der in Gefahr war, bei einer Invasion eingenommen zu werden, musste kurzfristig funktionsunfähig gemacht werden. So gab es auch Pläne, alle tragbaren Geräte von gefährdeten Radarstationen zu entfernen und alles, was nicht bewegt werden konnte, vollständig zu zerstören. Die RAF hatte den Vorteil, weitgehend über eigenem Gebiet zu operieren, und länger in der Luft am Feind zu bleiben, da sie praktisch in der Nachbarschaft ihrer eigenen Flugfelder ohne lange Anflugstrecken das Gefecht führen konnte.
Ein Notfallplan mit dem Namen „Operation Banquet“ sah vor, dass alle verfügbaren Flugzeuge für die Verteidigung eingesetzt werden sollten. Im Falle einer Invasion würde fast alles, was kein Jagdflugzeug war, zum Bomber umgerüstet werden. Die Piloten, die sich zum Teil noch in der frühesten Ausbildung befanden, sollten etwa 350 Tiger-Moth- und Magister-Schulflugzeuge einsetzen, um Bomben aus improvisierten Bombengestellen abzuwerfen.
Kurz vor Ausbruch des Zweiten Weltkriegs hatte man im Süden Englands mit der Installation des Chain Home Radarsystems begonnen, von dem bis 1937 drei Radarstationen in Betrieb waren. Obwohl das deutsche Oberkommando vermutete, dass die Briten diese Systeme entwickelten, hatten sich Zeppelin-Erkennungs- und Auswertungsflüge als nicht aussagekräftig erwiesen. Infolgedessen unterschätzten die Deutschen die Effektivität der expandierenden Radarkette, die während der Luftschlacht um England zu einem wichtigen Bestandteil der britischen Verteidigung wurde. Zu Beginn des Krieges waren etwa 20 Radarstationen in Großbritannien gebaut worden; um diese zu ergänzen und Flugzeuge in niedrigeren Höhen zu erkennen, wurde das System entsprechend ausgebaut.

### Marine (Royal Navy)

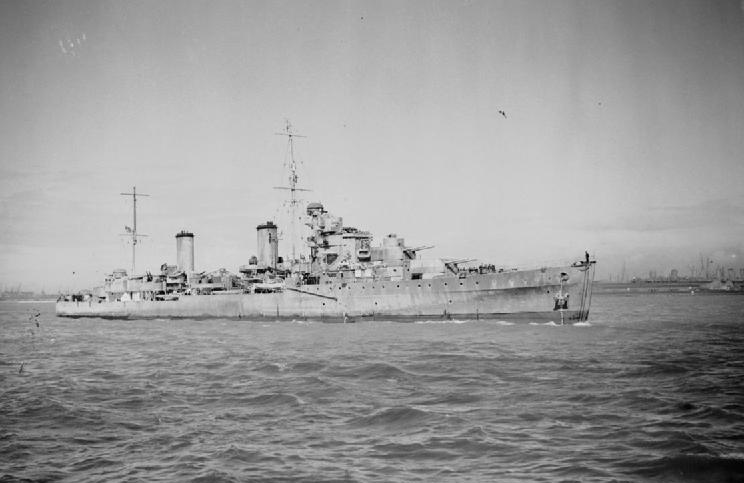
Leichter Kreuzer HMS Aurora, beschoss am 8. September 1940 Boulogne.

Die Royal Navy war deutlich größer als die Kriegsmarine, musste jedoch auch weltweite Pflichten wahrnehmen. Der ostasiatische Kriegsschauplatz band ebenso maritime Ressourcen wie die lange Küstenlinie der britischen Inseln selbst. Am 1. Juli 1940 waren ein Kreuzer und 23 Zerstörer für Geleitschutzaufgaben der westlichen Seewege (Western Approaches) eingesetzt. Ein Kreuzer und 12 Zerstörer waren in der Mündung des Tyne an der Nordostküste Englands stationiert. Der alte Flugzeugträger HMS Argus diente Ausbildungszwecken. Unmittelbarer verfügbar waren 10 Zerstörer in den Südküstenhäfen Dover und Portsmouth, ein Kreuzer und drei Zerstörer in Sheerness an der Themse, drei Kreuzer und sieben Zerstörer am Humber, neun Zerstörer in Harwich und zwei Kreuzer in Rosyth. Der Rest der Home Fleet – fünf Schlachtschiffe, drei Kreuzer und neun Zerstörer – war weit im Norden in Scapa Flow stationiert. Hinzu kamen viele Korvetten, Minensuchboote und andere kleine Schiffe. Ende Juli wurden ein Dutzend zusätzlicher Zerstörer von Geleitschutzaufgaben zur Verteidigung des Heimatlandes verlegt, und weitere sollten sich kurz darauf der Home Fleet anschließen.
Ende August wurde das Schlachtschiff Rodney zur Invasionsabwehr nach Rosyth verlegt. Am 13. September kamen ihr Schwesterschiff Nelson, der Schlachtkreuzer Hood, drei Flugabwehrkreuzer und eine Zerstörerflottille hinzu. Am 14. September wurde das alte Schlachtschiff Revenge nach Plymouth verlegt, ebenfalls speziell für den Fall einer Invasion. Zusätzlich zu diesen großen Einheiten hatte die Royal Navy Anfang September entlang der Südküste Englands zwischen Plymouth und Harwich vier leichte Kreuzer und 57 Zerstörer stationiert, die jeden Invasionsversuch abwehren sollten – eine Streitmacht, die um ein Vielfaches größer war als das, was der Kriegsmarine zur Begleitung einer Invasionsflotte zur Verfügung stand.

## Defensive Vorkehrungen

### Feldbefestigungen

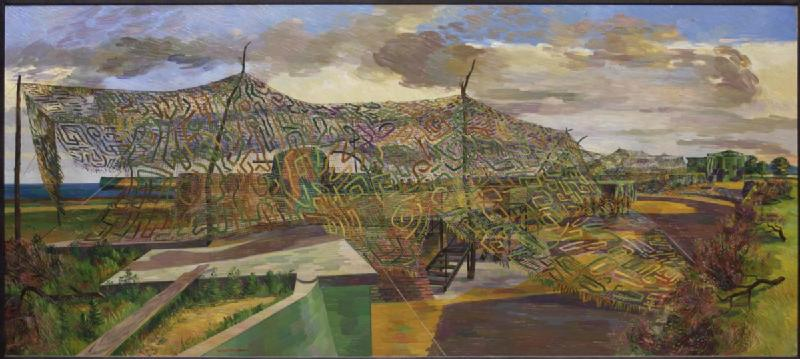
Artilleriestellung an der Küste, September 1940 (Gemälde von Barnett Freedman)

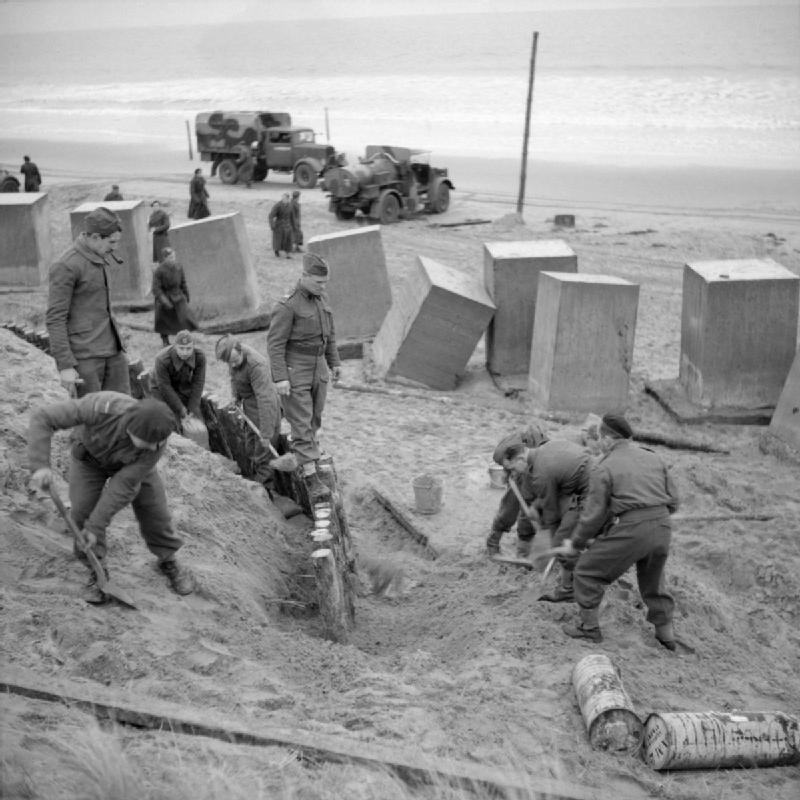
Pioniere des 1. Polnischen Korps bauen die Strandverteidigung bei Tentsmuir in Schottland aus. Die Betonblöcke dienten als Panzersperren.

Die Briten begannen ein umfangreiches Programm der Feldbefestigung. Am 27. Mai 1940 wurde eine Leitstelle für Heimatverteidigung (Home Defence Executive) unter General Sir Edmund Ironside, Oberbefehlshaber der Home Forces, gebildet, um die Verteidigung Großbritanniens zu organisieren. Zunächst waren die Verteidigungsvorkehrungen weitgehend statisch und konzentrierten sich auf die Küstenlinie (Coastal crust) und, in einem klassischen Beispiel für die Verteidigung in der Tiefe, auf eine Reihe von Panzerabwehrlinien im Landesinneren. Die Auffanglinien wurden je nach Status und der ihnen zugewiesenen Einheit als Kommando-, Korps- und Divisionslinien bezeichnet. Die längste und am stärksten befestigte Linie war die Panzerabwehrlinie des Generalstabs (General Headquarters), die GHQ-Linie. Dabei handelte es sich um eine Linie aus Bunkeranlagen und Panzerabwehrgräben, die von Bristol aus südlich Londons, dann östlich der Hauptstadt nach Norden bis York verlief.
Die GHQ-Linie sollte die Hauptstadt und das industrielle Kerngebiet von England schützen. Eine weitere wichtige Linie war die Taunton Stop Line, die einen Vorstoß aus dem Südwesten hindern sollte. London und andere Großstädte wurden von inneren und äußeren Haltelinien umschlossen.
Angesichts des Mangels an Ausrüstung und gut ausgebildeten Männern hatte Ironside kaum eine andere Wahl, als eine Strategie der statischen Kriegsführung zu verfolgen. Dabei war es zweifelhaft, ob dies ausreichen würde, um einen hoch mobilen Gegner aufzuhalten. General Ironside wurde zwar kritisiert, aber mangels alternativer Ansätze musste die Erkenntnis in Kauf genommen werden, dass starre Verteidigungslinien nur begrenzten Nutzen haben würden.
Premierminister Churchill war jedoch nicht jemand, der sich mit offensichtlich unzureichendem Vorgehen zufriedengab. Er stimmte dem Vorschlag seines Kriegsministers Anthony Eden zu, Ironside durch General Alan Brooke (später Viscount Alanbrooke) zu ersetzen. Am 17. Juli 1940 trug Brooke bei Churchill vor und zwei Tage später wurde er zum Nachfolger von Ironside ernannt.
Mit Brookes Ernennung änderte sich der Schwerpunkt weg von Ironsides Verteidigungslinien. Da die Zementvorräte begrenzt waren, ordnete Brooke an, dass der Einsatz von Zement vorrangig für die Strandverteidigung und „Knotenpunkte“ („nodal points“) erfolgen sollte. Diese Fixpunkte, auch Panzerabwehrinseln oder Festungen genannt, waren Igelstellungen und sollten bis zu sieben Tage autark standhalten können.

### Küstenlinie (Coastal crust)

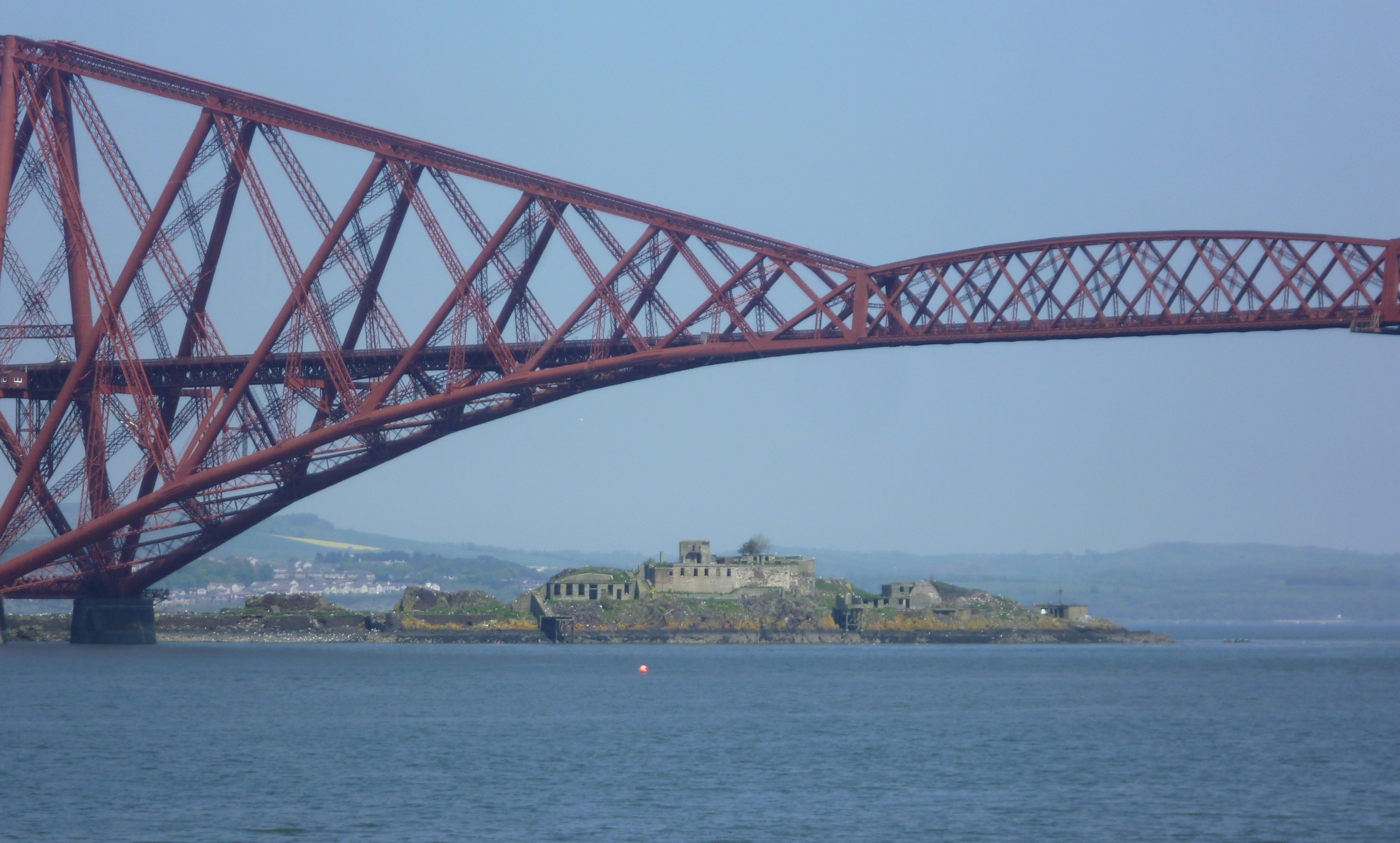
Inchgarvie, Firth of Forth

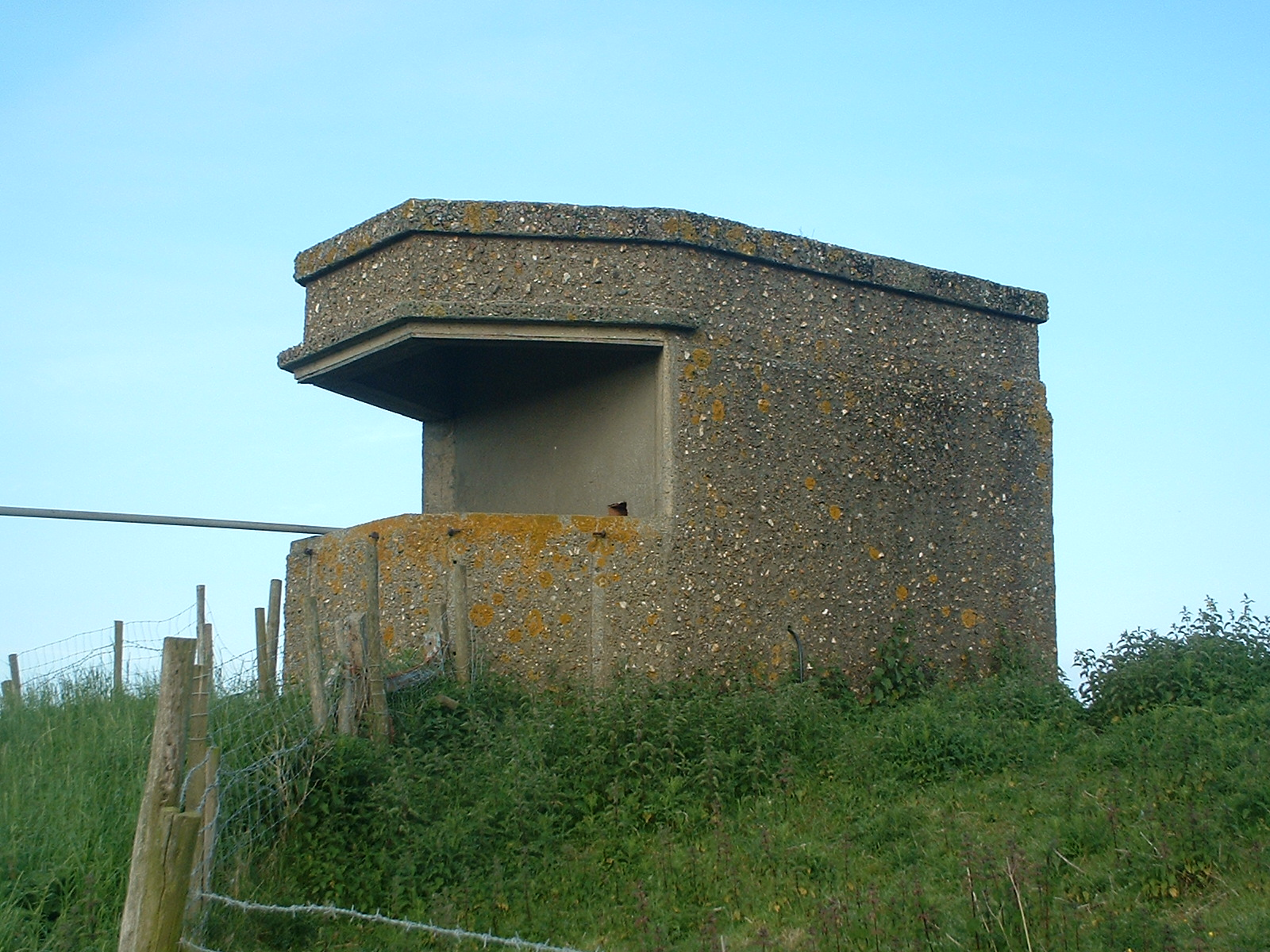
Suchscheinwerferstellung an der Küste bei dem Ort Freiston Shore

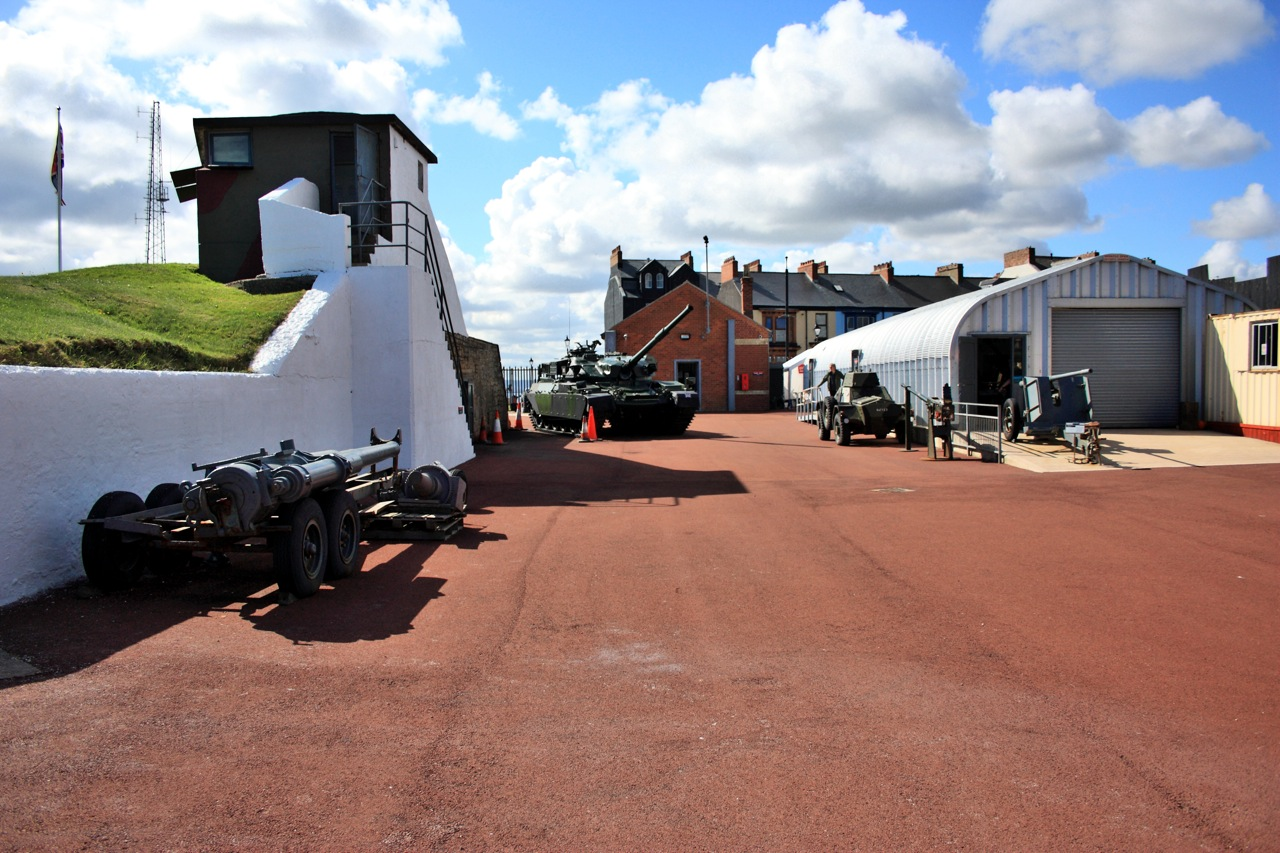
Heugh Battery Museum in Hartlepool (Ostküste)

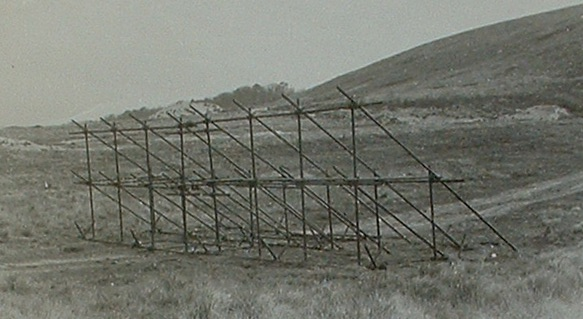
„Admiralty scaffolding“ Landungshindernis

Die gefährdetsten Gebiete für eine Invasion waren die Süd- und Ostküste Englands. Insgesamt wurden 1940 zusätzlich zu den bestehenden Küstenartilleriestellungen 153 Notfallbatterien („Emergency Coastal Batteries“) eingerichtet, um Häfen und mögliche Landungsplätze zu schützen. Sie wurden mit allen verfügbaren Geschützen ausgestattet, die hauptsächlich aus den seit dem Ende des Ersten Weltkriegs abgewrackten Einheiten der Marine stammten. Dazu gehörten 6-Zoll-(152-mm)-, 5,5-Zoll-(140-mm)-, 4,7-Zoll-(120-mm)- und 4-Zoll-(102-mm)-Geschütze. Einige hatten nur wenig Munition, in Einzelfällen nur zehn Schuss pro Stück. In Dover wurden zwei 14-Zoll-Geschütze (356 mm), bekannt als Winnie und Pooh, eingesetzt. Außerdem gab es einige landgestützte Torpedobatterien.
Die Strände wurden mit Stacheldrahtverhauen gesperrt, normalerweise in Form von drei Windungen Ziehharmonika-Draht, die an Metallpfosten befestigt waren, oder einem einfachen Zaun aus geraden Drähten, die an hüfthohen Pfosten befestigt waren. Der Draht grenzte auch ausgedehnte Minenfelder mit Panzerabwehr- und Antipersonenminen auf und hinter den Stränden ab. An vielen der abgelegeneren Strände stellte diese Kombination aus Draht und Minen alles an passiver Verteidigung dar.
Teile von Romney Marsh, dem geplanten Invasionsort des Unternehmens Seelöwe, wurden geflutet und es gab Pläne, weitere Teile der Marsch zu fluten, falls es zu der Invasion kommen sollte.
Piers, die ideal für die Landung von Truppen waren und sich in großer Zahl entlang der Südküste Englands befanden, wurden demontiert, blockiert oder anderweitig zerstört. Viele Piers wurden erst in den späten 1940er oder frühen 1950er Jahren wieder instand gesetzt.
Wo eine Panzersperre erforderlich war, wurden Landungshindernisse, „Admiralty scaffolding“ (auch bekannt als Hindernis Z.1) errichtet. Im Wesentlichen handelte es sich dabei um einen Zaun aus Gerüstrohren, der 2,7 m hoch war und bei Niedrigwasser aufgestellt wurde. Panzer konnten diese Hindernisse nicht durch einfaches Niederwalzen überwinden. Hunderte von Kilometern gefährdeter Strände wurden auf diese Weise gesichert.
An den Stränden selbst wurden Bunker verschiedener Typen errichtet. Manche wurden tief platziert, um maximale Trefferwirkung auf Angreifer zu erzielen, während andere sich möglichst hoch über dem Strand befanden, was es deutlich schwieriger machte, sie zu erobern. Suchscheinwerfer wurden installiert, um auf See und auf den Stränden Gegner zu erkennen.
Viele kleine Inseln und Halbinseln wurden befestigt, um Buchten und andere strategische Ziele zu schützen. Im Firth of Forth war Inchgarvie stark befestigt; die Geschützstellungen haben Jahrzehnte überdauert. Die Befestigung von Inchgarvie, auch weiteren kleinen Inseln wie Inchcolm bot einen unschätzbaren Schutz vor Angriffen von See auf die Forth Bridge und den Marinestützpunkt Rosyth. Weiter seewärts, in Inchmickery und Dalmeny, sind nahe bei Edinburgh ähnliche Befestigung und Geschützstellungen an der Küste erhalten.

### Panzersperren

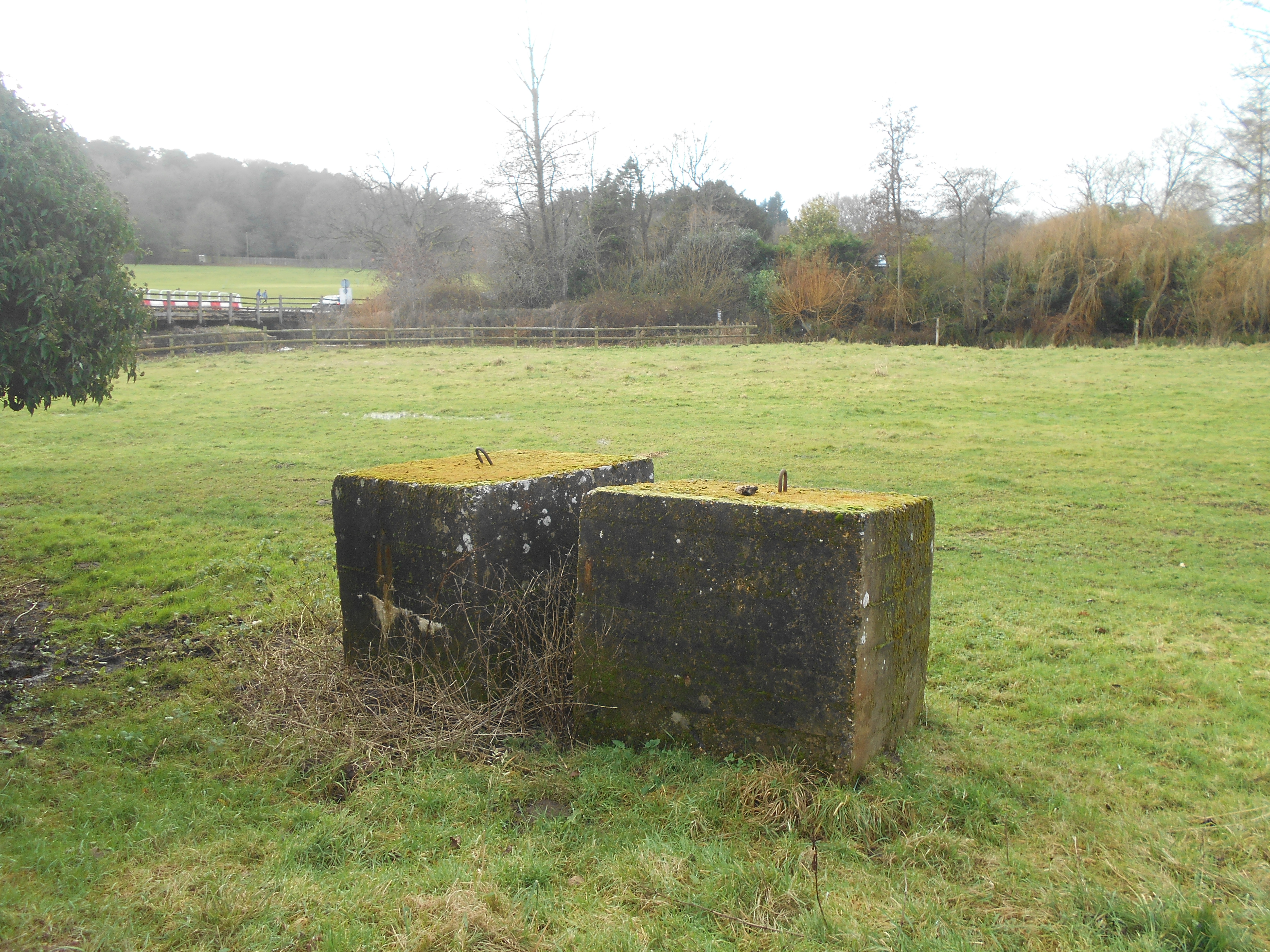
Würfel einer Panzersperre der GHQ-Linie Tilford Bridge, Surrey

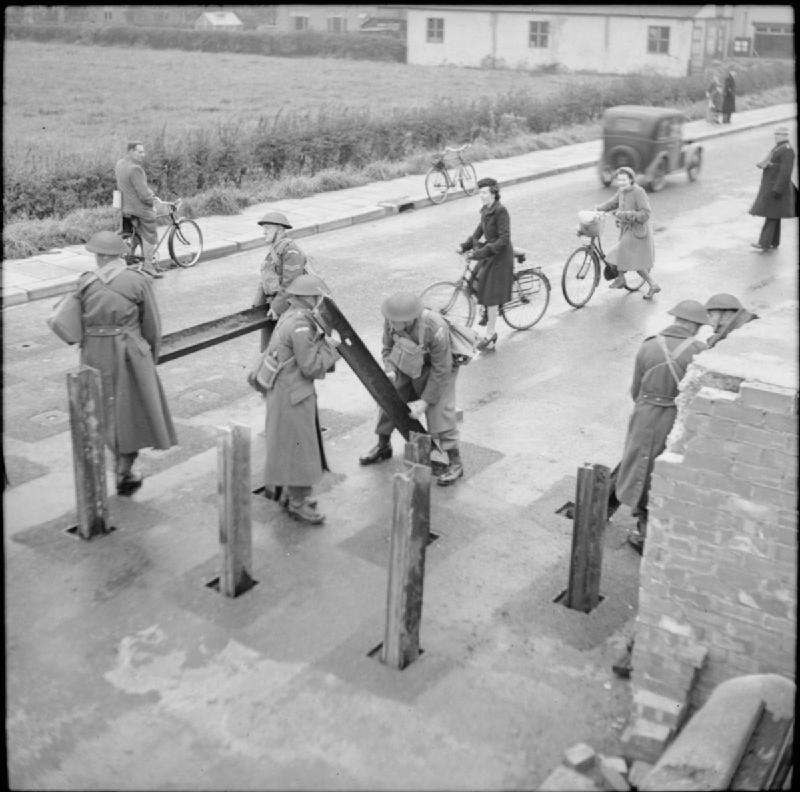
Home Guard Angehörige führen Metallträger in vorgesehene Führungen als Panzersperre ein (York, 1941)

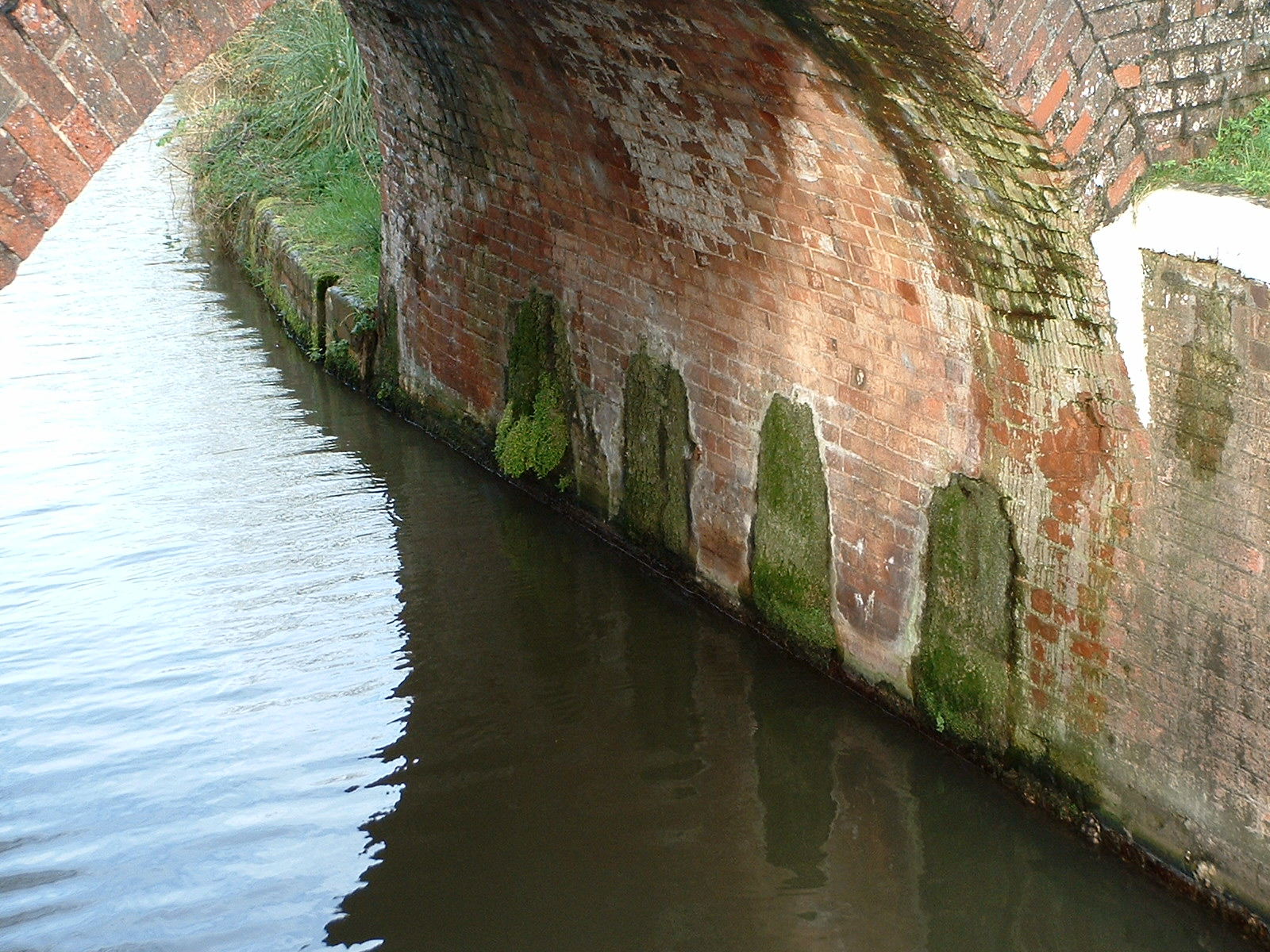
Sprengkammern im Mausel Lock des Bridgwater-Taunton Canal (später mit Beton verfüllt)

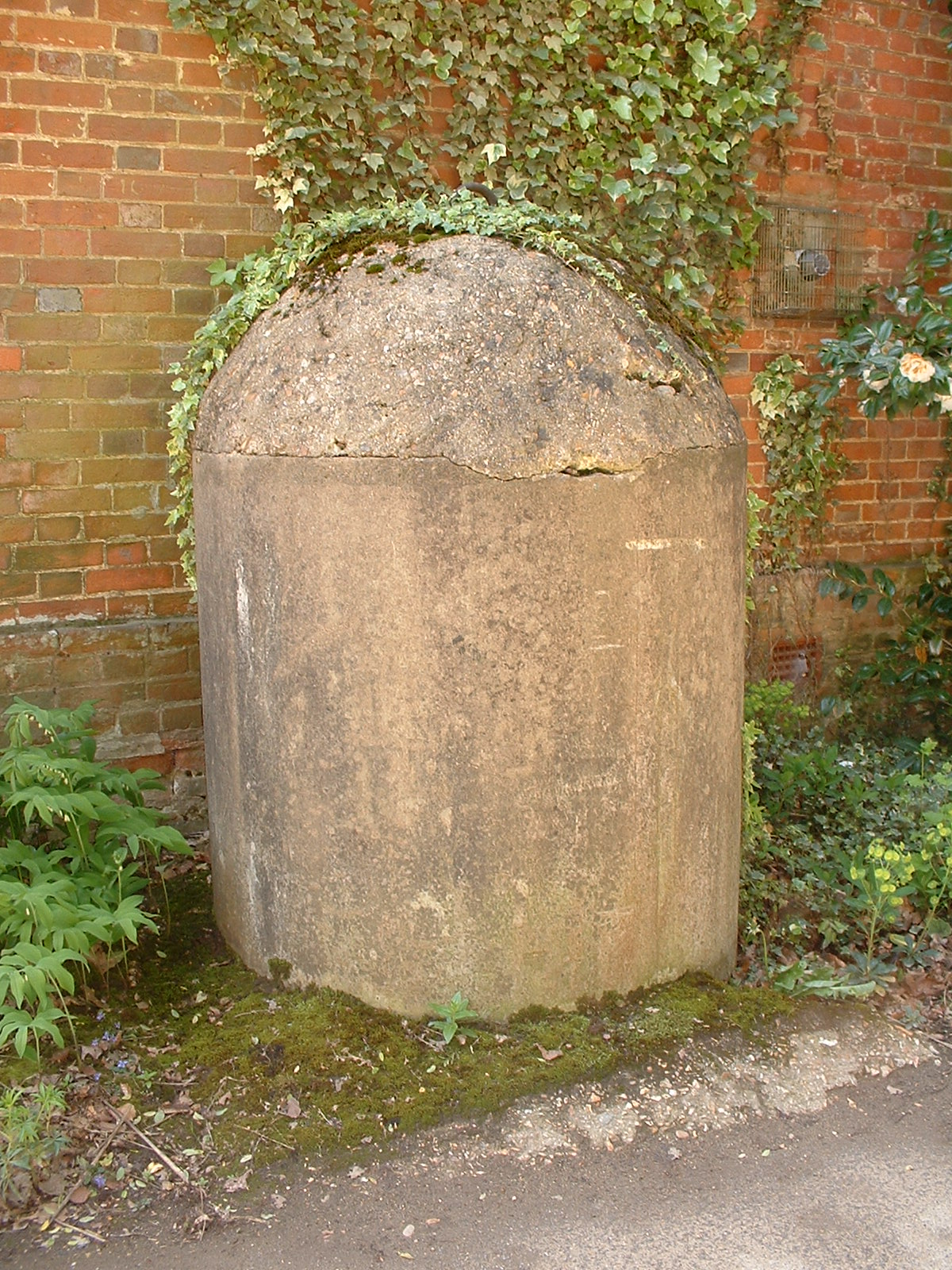
Betonzylinder als Panzersperre

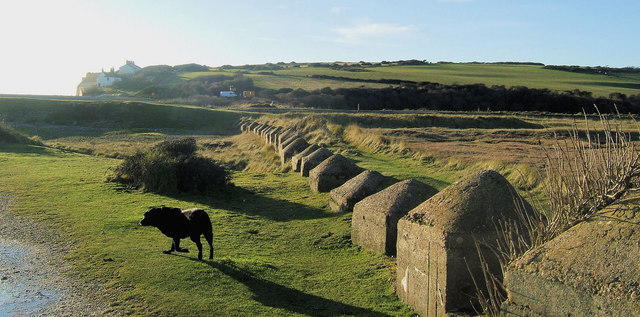
„Dragon's Teeth“ Panzerhindernis bei Cuckmere Haven

Die Notwendigkeit, im Falle einer Invasion Panzer am Durchbrechen zu hindern, war von zentraler Bedeutung. Daher verliefen die Verteidigungslinien in der Regel entlang natürlicher Hindernisse, wie Flüsse und Kanäle, Bahndämme und Täler, dichte Wälder. Wo es möglich war, wurde Land überflutet, wodurch der Boden für Kettenfahrzeuge zu weich wurde.
Tausende von Kilometern Panzergräben wurden gegraben, normalerweise mit mechanischen Baggern, aber gelegentlich auch von Hand. Sie waren typischerweise 5,5 m breit und 3,4 m tief und konnten entweder trapezförmig oder dreieckig sein, wobei die verteidigte Seite besonders steil war und mit jeglichem verfügbaren Material ausgekleidet wurde.
Panzersperren wurden auch aus massiven Stahlbetonhindernissen, die entweder kubisch, pyramidenförmig oder zylindrisch waren, errichtet. Die Würfel gab es im Allgemeinen in zwei Größen: 1,5 oder 1,1 m hoch. An einigen wenigen Stellen wurden Panzersperrwände gebaut – im Wesentlichen durch aneinander gereihte Würfel.
Große Betonzylinder wurden aus Abschnitten von Abwasserrohren mit einem Durchmesser von 91 bis 122 cm hergestellt. Die mit Beton gefüllten Rohrstücke hatten typischerweise eine Höhe von 1,2 bis 1,5 m.
Pickel, im Volksmund als „Dragon’s Teeth“ (Drachenzähne) benannt, waren pyramidenförmige Betonblöcke, die speziell gegen Panzer entwickelt wurden. Die Kampfwagen mussten sich bei dem Versuch, sie zu passieren, aufrichten und dabei verwundbare Teile des Fahrzeugs (Wannenunterseite) zeigen. Es konnte auch dazu kommen, dass die Ketten zwischen den Spitzen der Pickel rutschten und von den Leiträdern sprangen. Die Pickel variierten in der Größe, waren aber typischerweise 61 cm hoch und an der Basis etwa 91 cm breit. Es gab auch eine konische Form.
Würfel, Zylinder und Pickel wurden in langen Reihen, oft mehrere Reihen tief, eingesetzt, um Panzersperren an Stränden und im Landesinneren zu bilden. Sie wurden auch in kleinerer Anzahl zur Sperrung von Straßen eingesetzt. Häufig waren sie an der Spitze mit Schlaufen zur Befestigung von Stacheldraht versehen.
Straßen würden dem Feind schnelle Wege zu ihren Zielen bieten und wurden daher an strategischen Punkten blockiert. Viele der von General Ironside errichteten Straßensperren waren nicht dauerhaft installiert. In vielen Fällen ließ General Brooke diese ganz entfernen, da die Erfahrung gezeigt hatte, dass sie für Freunde genauso hinderlich sein konnten wie für Feinde.
Die einfachsten der herausnehmbaren Straßensperren bestanden aus Panzerabwehrzylindern aus Beton, die unterschiedlich groß waren, aber typischerweise eine Höhe von 0,91 m und einen Durchmesser von 61 cm hatten. Panzerabwehrzylinder sollten auf Straßen und anderen harten Oberflächen eingesetzt werden; sie wurden unregelmäßig in fünf Reihen aufgestellt und mit Ziegelsteinen oder Bordsteinen in der Nähe versehen, um zu verhindern, dass sich die Zylinder mehr als 0,60 m bewegten. Ein üblicher Typ von abnehmbaren Panzersperren bestand aus einem Paar massiver Betonpfeiler, die fest am Straßenrand installiert waren; diese Pfeiler hatten Löcher und/oder Schlitze, um horizontal Bahnschienen oder Stahlträger aufzunehmen. Ähnliche Blöcke wurden über Gleise platziert, da sich Panzer entlang von Bahntrassen fast genauso leicht bewegen können wie auf Straßen. Diese Blöcke wurden strategisch dort platziert, wo es für ein Fahrzeug schwierig war, sie zu umfahren. Sie konnten innerhalb weniger Minuten geöffnet oder geschlossen werden.
Es gab zwei Arten von Sockel-Straßensperren. Die erste bestand aus senkrecht verlaufenden Eisenbahnschienen, die in Sockeln in der Straße platziert wurden und als „Igel“ bekannt waren. Der zweite Typ bestand aus Eisenbahnschienen oder Stahlträgern, die in einem Winkel von etwa 60° gebogen oder geschweißt waren und als „Haarnadeln“ bekannt waren. In beiden Fällen wurden vorbereitete Sockel in der Straße platziert, die bei Nichtgebrauch mit Abdeckungen verschlossen wurden, so dass der Verkehr normal passieren konnte.
Ein anderes entfernbares Straßensperrsystem verwendete Minen. Die erhaltenen Überreste solcher Systeme ähneln oberflächlich denen von „Igel“ oder „Haarnadel“, aber die Gruben sind flach: gerade tief genug, um eine Panzerabwehrmine aufzunehmen. Wenn sie nicht in Gebrauch waren, wurden die Gruben mit Holzpfropfen gefüllt, so dass der Verkehr normal passieren konnte.
Brücken und andere wichtige Punkte wurden für eine kurzfristige Sprengung vorbereitet, indem mit Sprengstoff gefüllte Kammern gebaut wurden. Ein „Depth Charge Crater“ war eine Stelle in einer Straße (meist an einer Kreuzung), die mit vergrabenem Sprengstoff präpariert war, der zur Detonation gebracht werden konnte, um sofort einen tiefen Krater als Panzerhindernis zu erzeugen. Die kanadische Rohrmine (später bekannt als „McNaughton Tube“ nach General Andrew McNaughton) war ein Rohr, das mit Sprengstoff gefüllt war. Einmal an Ort und Stelle, konnte es verwendet werden, um eine Straße oder Landebahn sofort zu zerstören. Vorbereitete Sprengladungen hatten den Vorteil, dass sie aus der Luft nicht zu erkennen waren; der Feind konnte sich ihnen nicht entziehen, indem er sie z. B. zu umgehen suchte.
Punkte von taktisch zentraler Bedeutung sowie Brücken und Tunnel waren priorisiert und erhielten besondere Aufmerksamkeit. Sie wurden mit entfernbaren Straßensperren, Stacheldrahtverhauen und Landminen befestigt. Diese passiven Verteidigungsanlagen wurden durch Grabensystemen, Geschütz- und Mörserstellungen sowie Bunkern ergänzt. Es gab ganze Dörfer, die mit Barrieren, Sandsackstellungen und Schießscharten in bestehenden Gebäuden befestigt wurden.
Die Priorisierung der Punkte besonderer Bedeutung erfolgte in A, B und C, je nachdem, wie lange sie voraussichtlich standhalten würden. Die Truppen der Home Guard waren vorwiegend für die Verteidigung dieser Punkte und anderer Widerstandszentren, wie Städte und verteidigte Dörfer, vorgesehen. Punkte der Kategorie A und Panzerabwehrinseln wurden in der Regel mit regulären Truppen besetzt.
Das Bautempo war frenetisch: Bis Ende September 1940 waren 18.000 Bunker fertiggestellt und zahlreiche andere Vorkehrungen getroffen. Einige historische Verteidigungsanlagen wie mittelalterliche Burgen und Forts wurden durch moderne Ergänzungen wie Panzersperren und Bunker erweitert. Etwa 28.000 Bunker und andere Feldbefestigungen wurden insgesamt im Vereinigten Königreich errichtet. Einige Verteidigungsanlagen wurden getarnt, und es sind Beispiele für Bunker bekannt, die so konstruiert wurden, dass sie Heuhaufen, Holzstapeln und unscheinbaren Gebäuden wie Kirchen und Bahnhöfen ähnelten.

### Flugplätze und Freiflächen

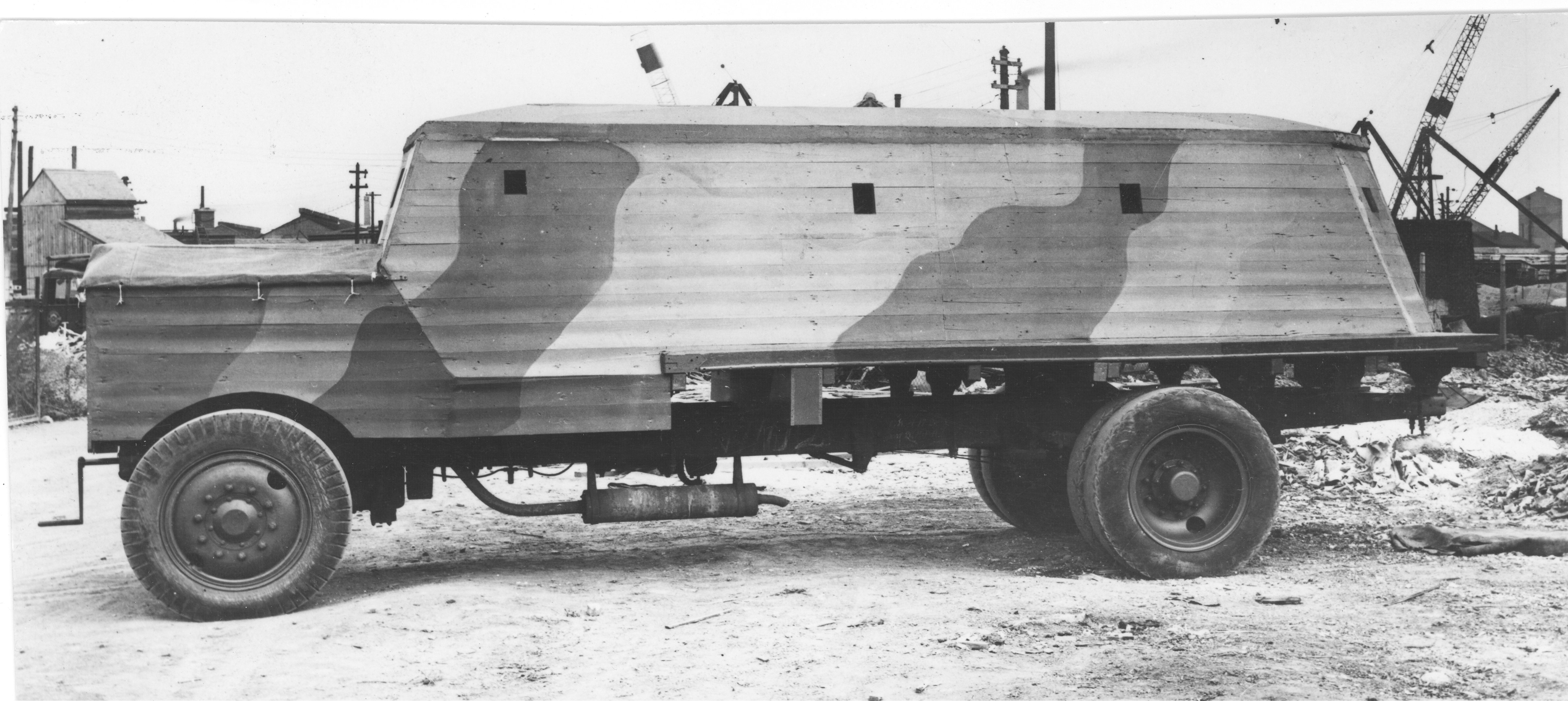
Rundum geschlossenes Fahrzeug Bison

Offenes Gelände galt als verwundbar für eine Invasion aus der Luft. Eine Landung von Fallschirmjäger, in Gleitern transportierte Truppen oder mit Flugzeugen, die landen und wieder starten konnten, bildeten eine Gefahr. Flache offene Gebiete nicht weiter als 8 km von der Küste und Flugplätze galten als potenzielle Landepunkte. Diese wurden durch Gräben oder durch Holz- bzw. Betonhindernisse, auch durch alte Autos blockiert.

Pickett-Hamilton Bunker Prinzip

Die Sicherung von Flugplätzen würde ein wichtiges Ziel für den Angreifer sein. Flugplätze, die als extrem vulnerabel galten, wurden durch Schützengräben und Bunker geschützt, die nicht nach außen, sondern nach innen zur Landebahn ausgerichtet waren. Die Maßnahmen zur Verteidigung waren so konzipiert, dass Flugplätze nicht mit schweren Waffen ausgestattet wurden; es wurde mehr Wert auf Rundumsicht und weiträumige Schussfelder gelegt. Ein Problem bestand darin, Sicherungsvorkehrungen zu treffen, aber die Bewegung der eigenen Flugzeuge nicht zu behindern. Zu den Lösungen für dieses Problem gehörte der leichte Picket-Hamilton Bunker, der auf Bodenhöhe abgesenkt werden konnte, wenn der Flugbetrieb dies erforderte.
Eine weitere Innovation war ein mobiler Bunker, der auf das Flugfeld gefahren werden konnte. Dieser war als „Bison“ bekannt und bestand aus einem Lastwagen mit einer gepanzerten Betonkabine und einem kleinen Betonbunker auf der Ladefläche. Ein Exemplar des in Kanada konstruierten „Landebahnpflugs“, der in Schottland zusammengebaut wurde, ist im Eglinton Country Park, Ayrshire erhalten. Er wurde von der Royal Air Force im Zweiten Weltkrieg beschafft, um im Falle einer Invasion die Start- und Landebahnen von Flugplätzen aufzureißen und für die Besatzungstruppen unbrauchbar zu machen.

### Flammenwerfer und Giftgas
Eine kleine Flammenfalle bestand aus einem 40-Gallonen-Fass, das mit einem Petroleumgemisch und elektrisch zu zündendem Sprengstoff gefüllt war. Diese wurden in den Straßenrand eingegraben und getarnt. Ammonal diente als Treibladung; es wurde hinter dem Fass platziert und bewirkte bei Auslösung, dass das Fass platzte und eine 3 Meter breite und 27 Meter lange Stichflamme entstand. Es wurden normalerweise Batterien von vier Fässern eingesetzt und an Stellen installiert, an denen Fahrzeuge abbremsen mussten.

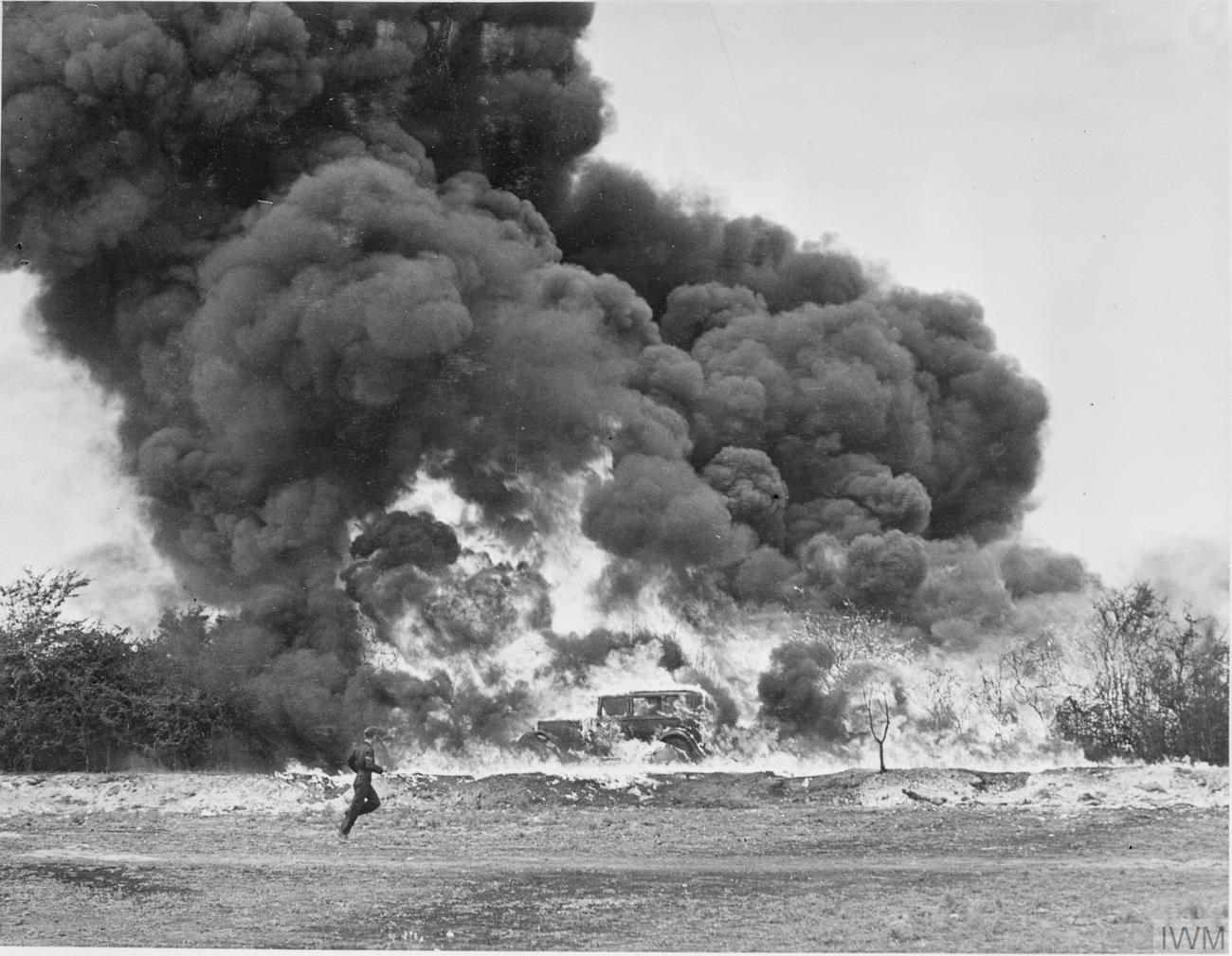
Übung mit einer Fougasse Flammenfalle

Zu den Varianten der Flammenfallen (Fougassen) gehörte die Demigasse, ein auf der Seite liegendes Fass mit darunter vergrabenem Sprengstoff, und der Hedge Hopper („Hecken Hüpfer“), ein auf dem Kopf stehendes Fass, unter dem der Sprengstoff einige Zentimeter tief und leicht schräg vergraben war. Beim Abfeuern wurde der Hedge Hopper drei Meter hoch in die Luft geschleudert und über eine Hecke oder Mauer geschleudert, hinter der es versteckt war. 50.000 Flammenfässer wurden an 7.000 Standorten hauptsächlich in Südengland und an weiteren 2.000 Standorten in Schottland installiert.

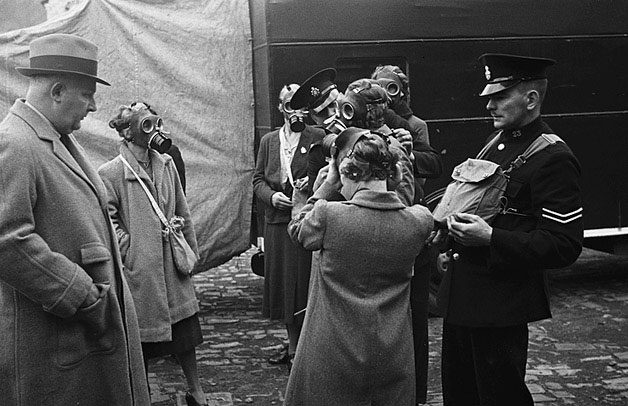
Vorführung der Nutzung von Gasmasken

Frühe Versuche, Petroleum auf dem Meer schwimmend zu entzünden, waren nicht sehr erfolgreich: Der Treibstoff war schwer zu entzünden, man brauchte große Mengen, um auch nur bescheidene Flächen abzudecken, und Wellen störten das Vorhaben. Das Potenzial war jedoch klar. Anfang 1941 wurde eine Flammensperrtechnik auf See entwickelt. Anstatt zu versuchen, auf dem Wasser treibendes Öl zu entzünden, wurden Düsen oberhalb der Hochwassermarke angebracht, wobei Pumpen genügend Druck erzeugten, um Treibstoff zu versprühen, der eine tosende Flammenwand über und nicht auf dem Wasser erzeugte. Solche Installationen verbrauchten beträchtliche Ressourcen, und obwohl diese Waffe beeindruckend war, war ihr Rohrnetz anfällig, sollte es vor der Landung unter Beschuss kommen; General Brooke hielt sie nicht für effektiv. Die anfänglich ehrgeizigen Pläne wurden auf einige wenige Meilen an den Stränden zurückgeschraubt. Die Tests einiger dieser Anlagen wurden von der deutschen Luftwaffe beobachtet.
Die Briten hätten auch Giftgas gegen Invasionstruppen an den Stränden eingesetzt. General Brooke erklärte, dass er „... die Absicht hatte, Senfgas an den Stränden einzusetzen“. Senfgas wurde ebenso hergestellt wie Chlor, Phosgen und Pariser Grün. Giftgase wurden an Schlüsselpunkten für den Einsatz durch das Bomber Command gelagert. Bomber und Sprühflugzeuge sollten Landungsboote und Strände mit Senfgas und Pariser Grün besprühen. Umgekehrt rechnete man mit dem Einsatz von Giftgas durch die Wehrmacht und stattete deswegen die Zivilbevölkerung ebenso wie die Truppen mit Gasmasken aus.

### Täuschung und Desinformation
Zusätzlich zu echten Waffen und Befestigungen wurde der Eindruck erweckt, dass weitere Verteidigungsstellungen vorhanden waren. Abflussrohre traten an die Stelle echter Geschütze, Bunkerattrappen wurden gebaut und uniformierte Schaufensterpuppen hielten Wache.
1938 wurde eine vom Geheimdienst MI6 finanzierte Abteilung für Propaganda geschaffen, die von Sir Campbell Stuart geleitet wurde. Sie erhielt Räumlichkeiten im Electra House zugewiesen und wurde davon abgeleitet Abteilung EH genannt. Am 25. September 1939 wurde die Einheit nach Woburn Abbey verlegt, wo sie sich einem Subversionsteam des MI6 anschloss, das als Sektion D bekannt wurde. Im Juli wurden diese Teams Teil der neu geschaffenen Special Operations Executive (SOE). Diese SOE-Einheiten bildeten dann 1941 den Kern der Political Warfare Executive. Ihre Aufgabe war es, falsche Gerüchte zu verbreiten und psychologische Kriegsführung zu betreiben. Inspiriert von einer Demonstration der Fougasse-Brandtechnik besagte ein falsches Gerücht, dass die Briten über eine neue Bombe verfügten: Aus einem Flugzeug abgeworfen, bewirke sie, dass sich ein dünner Film einer flüchtigen Flüssigkeit auf der Wasseroberfläche ausbreite, der gezündet werde. Solche Gerüchte waren glaubwürdig und verbreiteten sich schnell. Der amerikanische Rundfunkreporter William Shirer berichtete über eine große Anzahl von Verbrennungsopfern in Berlin; obwohl nicht klar ist, was er persönlich gesehen hat, scheint es wahrscheinlich, dass seine Berichte auf Gerüchten beruhten. Ein Verhör eines Piloten der Luftwaffe ergab, dass die vermeintliche Existenz solcher Waffen als allgemein bekannt gelten konnte.

## Zivilbevölkerung

### Evakuierung und Warnung

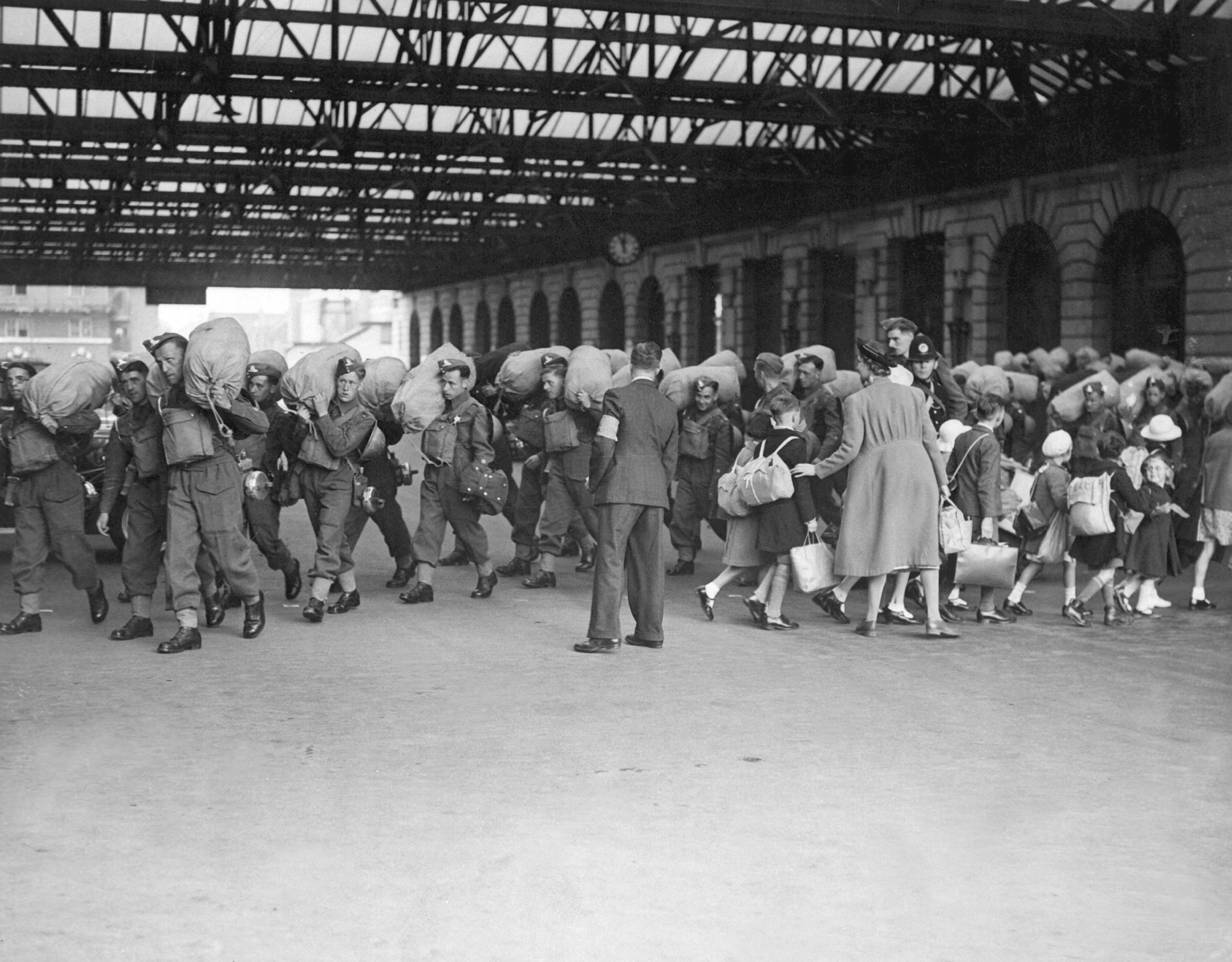
London Waterloo Station 1940: Truppen treffen ein, Kinder werden evakuiert.

Zu den weiteren grundlegenden Verteidigungsmaßnahmen gehörte die Entfernung von Wegweisern, Meilensteinen (bei einigen wurden die eingemeißelten Details mit Zement verdeckt) und Bahnhofsschildern, um den Feind zu verwirren. Benzinpumpen wurden von Tankstellen in Küstennähe entfernt und es gab sorgfältige Vorbereitungen für die Zerstörung derjenigen, die noch vorhanden waren. Es wurden detaillierte Pläne erstellt, um alles zu zerstören, was sich für den Angreifer als nützlich erweisen könnte: Hafenanlagen, wichtige Straßen und rollendes Material. In bestimmten Gebieten wurden Bürger evakuiert. In der Grafschaft Kent wurden 40 % der Bevölkerung umgesiedelt, in East Anglia waren es 50 %.
Wichtig war es, der Bevölkerung mitzuteilen, was von ihr im Fall einer Invasion erwartet wurde. Im Juni 1940 veröffentlichte die Regierung ein Merkblatt „If the Invader Comes, what to do how to do it“ (Falls die Invasion kommt, was ist wie zu tun). Der Text begann:

„Die Deutschen drohen, in Großbritannien einzumarschieren. Wenn sie es tun, werden sie von unserer Marine, unserer Armee und unserer Luftwaffe vertrieben werden. Doch auch die einfachen Männer und Frauen der Zivilbevölkerung werden ihren Teil dazu beitragen müssen. Hitlers Invasionen in Polen, Holland und Belgien wurden durch die Tatsache begünstigt, dass die Zivilbevölkerung überrumpelt wurde. Sie wussten nicht, was sie tun sollten, als der Moment kam. Wir dürfen nicht überrumpelt werden. In diesem Merkblatt erfahren Sie, wie Sie sich allgemein verhalten sollen. Detailliertere Anweisungen werden Sie erhalten, wenn die Gefahr näher rückt. In der Zwischenzeit lesen Sie diese Anweisungen sorgfältig und seien Sie bereit, sie auszuführen.“

### Widerstandspläne
Das Kriegsministerium befasste sich mit der Gefahr einer Invasion erst nach dem Zusammenbruch Frankreichs im Mai 1940 ernsthaft. Der Secret Intelligence Service (SIS) hatte jedoch seit Februar 1940 Pläne für diese Eventualität gemacht und den Kern eines geheimen Widerstandsnetzwerks im ganzen Land geschaffen. Dieses blieb bis mindestens 1943 bestehen und umfasste sowohl nachrichtendienstliche als auch sabotagetechnische Einheiten. Im Mai 1940 begann der SIS auch mit der Einrichtung von Waffenlagern und der Rekrutierung für eine größere zivile Guerilla-Organisation namens Home Defence Scheme. Dies wurde vom Kriegsministerium zutiefst missbilligt, das die Auxiliary Units als eine respektablere militärische Alternative schuf.

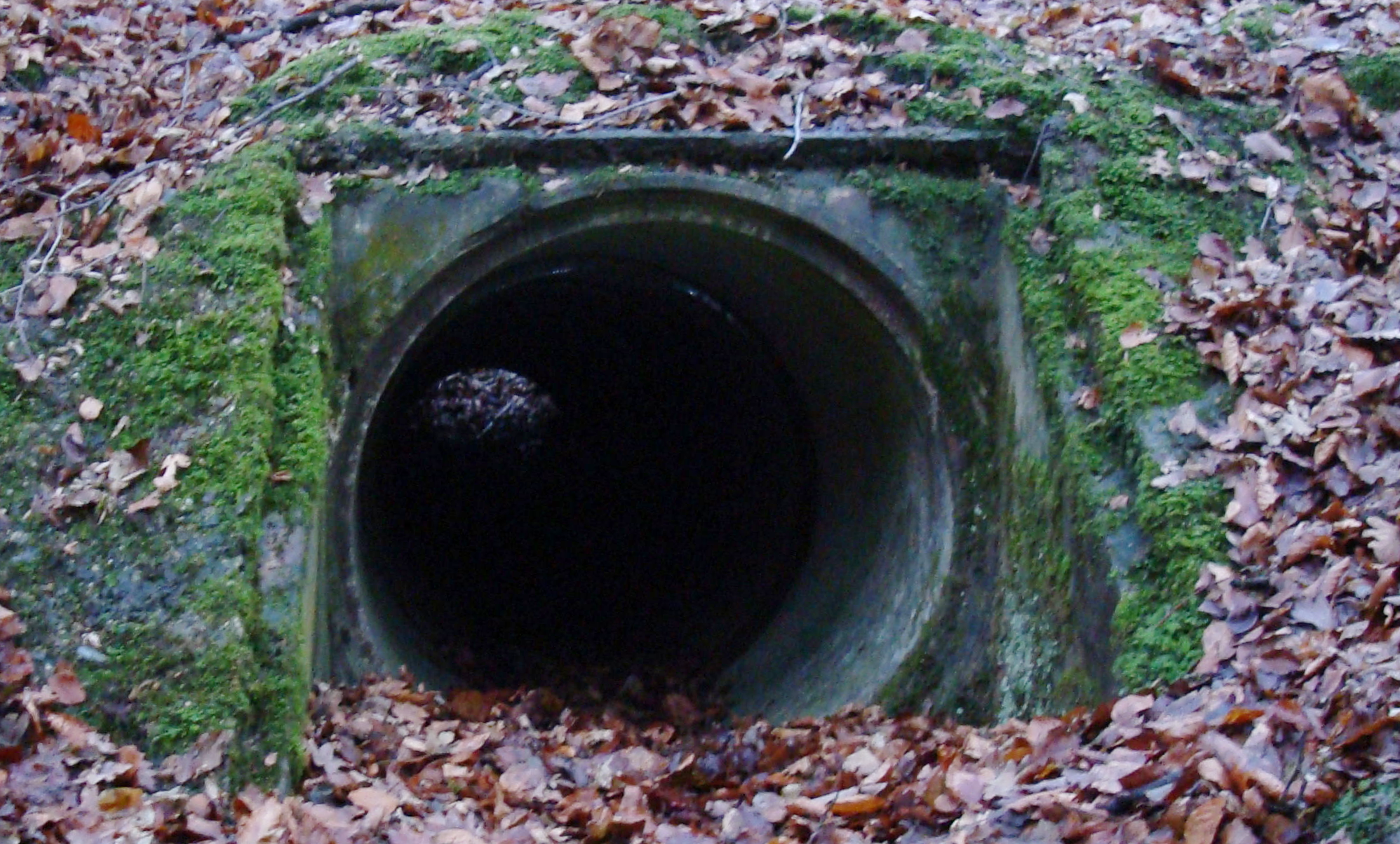
Zugang zu einem Versteck der Auxiliary Units

Auxiliary Units waren eine speziell ausgebildete und geheime Organisation, die als uniformierte Kommandos die Flanken und die Rückseite eines feindlichen Vorstoßes angreifen sollten. Sie waren um einen Kern aus regulären Armee-Spähtrupps („Scouts“) herum organisiert und wurden von Patrouillen aus 6 bis 8 Männern unterstützt, die der Home Guard angehörten. Obwohl die Genehmigung für die Organisation im Juni 1940 erteilt worden war, begann die Rekrutierung erst Anfang Juli. Jede Patrouille war eine in sich geschlossene Einheit, von der erwartet wurde, dass sie sich selbst versorgen konnte. Es gab jedoch keine Möglichkeit, mit ihnen zu kommunizieren, wenn sie in den Einsatz gingen, was ihren strategischen Wert stark reduzierte. Jede Patrouille war gut ausgerüstet und verfügte über eine verborgene unterirdische Operationsbasis, die normalerweise in einem Waldstück gebaut und getarnt war. Die Auxiliary Units sollten nur in einer organisierten militärischen Kampagne eingesetzt werden, mit einer erwarteten Einsatzdauer von 14 Tagen. Sie waren also nicht dazu gedacht, als langfristige Widerstandsorganisation zu operieren. Letzteres lag in der Verantwortung der SIS Sektion VII, die erst nach der tatsächlichen Besetzung des Landes mit der Ausweitung ihrer Operationen begonnen hätte, so dass nur diejenigen Männer und Frauen von ihrer Existenz wussten, die zu diesem Zeitpunkt verfügbar waren.
Außerdem gehörte zu den Auxiliary Units ein Netzwerk von zivilem Personal für besondere Aufgaben, das für kurzfristige Aufklärung rekrutiert wurde, um feindliche Formationen und Truppenbewegungen auszuspionieren. Die Berichte sollten von toten Briefkästen gesammelt und ab 1941 von zivilen Funkern von geheimen Orten aus weitergeleitet werden. Das Funknetz war erst ab 1941 einsatzbereit.

## Offensivmaßnahmen zur See und in der Luft

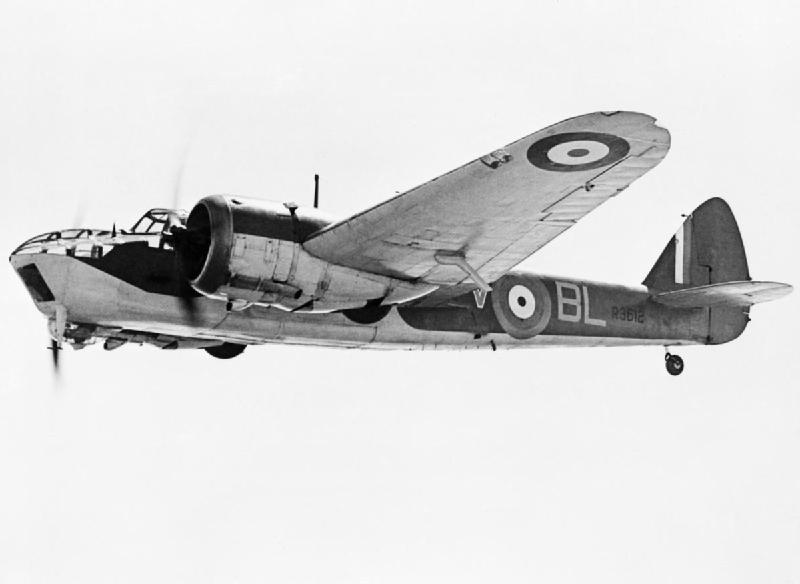
Dieser Blenheim Mark IV Bomber ging am 8. September 1940 bei einem Angriff auf deutsche Lastkähne in Ostende verloren.

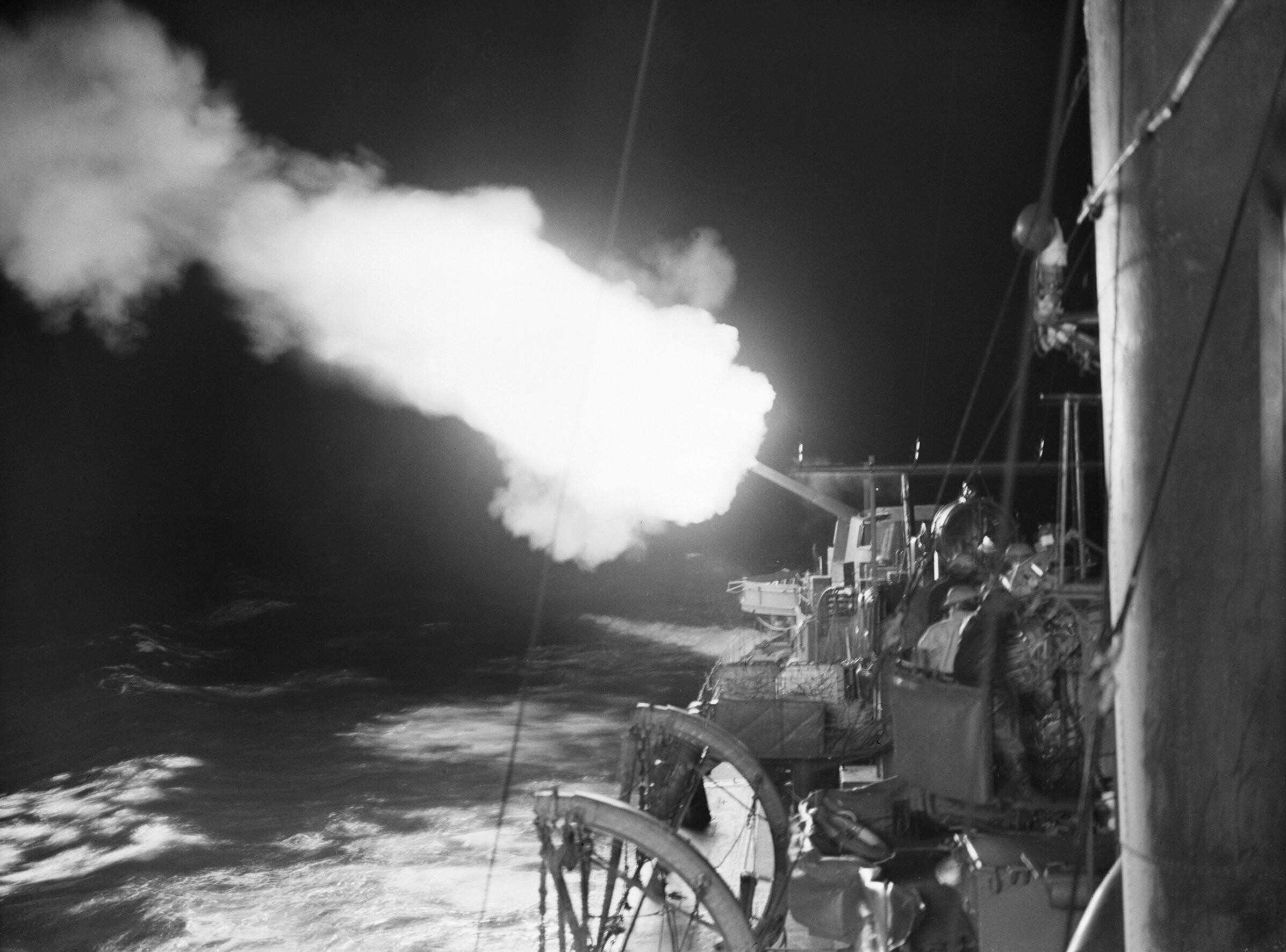
HMS Jupiter bei der Beschießung deutscher Schiffe und Kähne in Cherbourg, 10. Oktober 1940

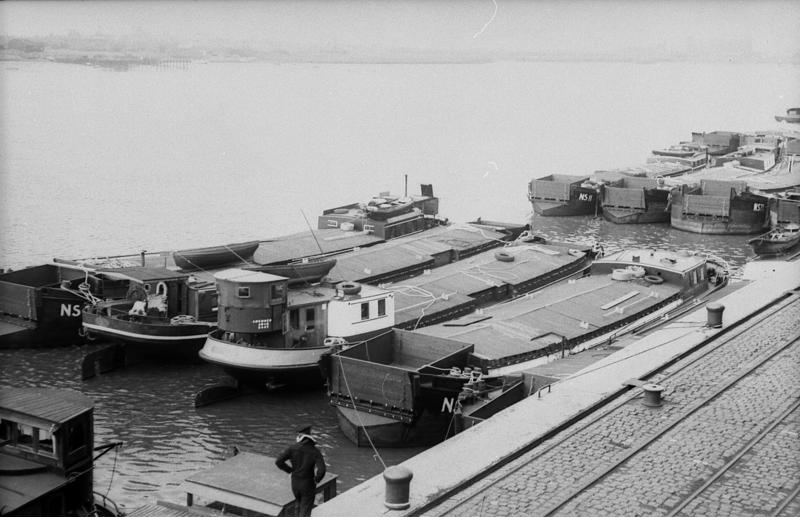
Prahme für das Unternehmen „Seelöwe“

Das Kriegskabinett und die Stabschefs begnügten sich nicht damit, auf den ersten Schritt der Deutschen zu warten; ab Juli 1940 wurden erhebliche Anstrengungen unternommen, um die feindlichen Schiffe, Boote, Penische, Schlepper, Schuten, Prahme und Leichter, die in den besetzten Häfen zwischen Den Haag und Cherbourg für das Unternehmen Seelöwe versammelt waren, aus der Luft und zur See anzugreifen. Diese Angriffe wurden als „Battle of the Barges“ bekannt.
Einige bemerkenswerte Operationen waren:
- 12. August: Fünf Handley Page Hampden Bomber griffen das Aquädukt Ladbergen am Dortmund-Ems-Kanal an. Die Wasserstraße war zehn Tage lang blockiert und behinderte die Bewegung von Lastkähnen in Richtung der Häfen am Ärmelkanal.
- 8. September: Zwei Kreuzer und zehn Zerstörer beschossen den Hafen von Boulogne. In einer separaten Operation griffen drei Motor-Torpedoboote (MTB) einen Konvoi kleinerer Schiffe vor Ostende an; zwei der MTBs liefen in den Hafen ein und torpedierten zwei Transportschiffe.
- 10. September: Drei Zerstörer stießen vor Ostende auf einen Konvoi von deutschen Transportbargen und versenkten ein Begleitschiff, zwei Trawler und einen großen Lastkahn.
- 13. September: Zwölf Zerstörer durchkämmten Teile der See vor der französischen Küste zwischen Lannion, Cherbourg, Boulogne und Kap Griz Nez, während ein RAF-Bombenangriff 80 Lastkähne in Ostende zerstörte.
- 15. September: Bei einem Angriff von RAF-Bombern auf Invasionskähne bei Antwerpen werden vier Transportschiffe beschädigt.
- 17. September: Großangriff des Bomber Command auf Häfen entlang der besetzten Küste. Bei Dünkirchen werden 84 Lastkähne beschädigt.
- 26. September: Operation Lucid, ein Plan, Brander in die Häfen von Calais und Boulogne zu schicken, um Invasionskähne zu zerstören, wurde aufgegeben, da die War Nizam, einer der alten Tanker, die eingesetzt werden sollten, einen Motorschaden hatte und ein anderer, die War Nawab so viele Lecks aufwies, dass sie seeuntauglich war.
- 30. September: Der Monitor HMS Erebus feuerte siebzehn 15-Zoll-Granaten auf die Hafenanlagen von Calais ab.
- 4. Oktober: Zweiter Versuch der Operation Lucid, diesmal wegen schlechten Wetters abgesagt.
- 7. Oktober: Dritter Versuch der Operation Lucid, der abgebrochen wird, als HMS Hambledon, der Zerstörer mit dem Force Commander (Kommandeur), auf eine Mine läuft und zurück in den Stützpunkt geschleppt werden muss.
- 10.–11. Oktober: Operation Medium, die Beschießung von Invasionstransporten in Cherbourg. Während der 18-minütigen Beschießung wurden 120 15-Zoll-Granaten vom Schlachtschiff Revenge und 801 4,7-Zoll-Granaten von den begleitenden Zerstörern abgefeuert.

Zwischen dem 15. Juli und dem 21. September 1940 wurden nach deutschen Angaben 21 Transportschiffe und 214 Lastkähne durch britische Luftangriffe beschädigt.

## Die Bedrohung geht zurück
Nach der Evakuierung von Dünkirchen war angenommen worden, dass die drohende Invasion fast jederzeit kommen könnte. Churchill war zeitweise persönlich pessimistisch, was die Siegchancen Großbritanniens betraf. Die deutschen Vorbereitungen würden mindestens einige Wochen in Anspruch nehmen, aber alle Verteidigungsvorkehrungen wurden mit extremer Dringlichkeit getroffen. Mitte 1940 hätte ein Invasionsversuch jederzeit stattfinden können, aber einige Zeitpunkte waren wahrscheinlicher als andere: die Mondphase mit ihrem Einfluss auf die Gezeiten und vor allem das Wetter spielten eine Rolle. Normalerweise verschlechtert sich das Wetter im Herbst deutlich, aber eine Landung im Oktober war nicht ausgeschlossen.
Die Luftschlacht um England war gewonnen und am 12. Oktober 1940, ohne dass die Briten es wussten, verschob Hitler das Unternehmen Seelöwe auf Anfang 1941. Zu diesem Zeitpunkt hatte sich der Zustand der britischen Verteidigung deutlich verbessert: Es standen viel mehr ausgebildete und ausgerüstete Männer zur Verfügung und die Feldbefestigungen erreichten einen hohen Bereitschaftsgrad.
Als Deutschland am 22. Juni 1941 in die Sowjetunion einmarschierte, galt es als unwahrscheinlich, dass es noch zu einem Landungsversuch auf den britischen Inseln kommen würde. Im Juli 1941 wurde der Bau von Feldbefestigungen deswegen stark reduziert.
Am 7. Dezember 1941 startete eine japanische Trägerflotte einen überraschenden Luftangriff auf die amerikanische Flotte in Pearl Harbor; die Vereinigten Staaten traten an der Seite Großbritanniens in den Krieg ein. Amerikas Strategie folgend, zunächst das Deutsche Reich zu besiegen, flossen Ressourcen massiv in das Vereinigte Königreich, wodurch die Gefahr einer Invasion nach zwei Jahren effektiv vorüber war.

## Diskussion der potenziellen Wirksamkeit der getroffenen Maßnahmen
Die Frage, ob die Verteidigungsmaßnahmen bei einer Invasion wirksam gewesen wären, ist umstritten. Mitte 1940 stützten sich die Vorbereitungen stark auf Feldbefestigungen. Der Erste Weltkrieg hatte deutlich gemacht, dass ein Angriff auf vorbereitete Verteidigungsanlagen mit Infanterie ausgesprochen schwierig und zumeist verlustreich war. Aber ähnliche Vorkehrungen in Belgien waren in den ersten Wochen des Jahres 1940 von gut ausgerüsteten deutschen Panzerdivisionen überrannt worden. Angesichts der großen Menge von Waffen und Ausrüstung, die in Dünkirchen zurückgelassen wurden, waren die britischen Streitkräfte sehr schlecht gerüstet, um es mit deutschen Panzern aufzunehmen. Andererseits erfolgten die britischen Vorbereitungen für die Verteidigung ebenso aus dem Stand wie die deutschen Invasionspläne: Eine Flotte von 2.000 umgebauten Lastkähnen und anderen Schiffen war eilig versammelt worden und ihr Nutzen war fraglich. Die Deutschen konnten sicherlich mit dieser Flotte, die nicht für tatsächliche amphibische Operationen geschaffen und ausgebildet war, keine Truppen mit all ihrem schweren Gerät an der Küste landen. Bis die Wehrmacht einen Hafen erobert hätte, hätten beiden Armeen Panzer und schwere Geschütze gefehlt.
Die späteren Erfahrungen der kanadischen Armee bei dem katastrophalen Überfall auf Dieppe 1942, der amerikanischen Streitkräfte am Omaha Beach in der Normandie und auf den Pazifikinseln zeigten, dass ein Verteidiger unter den richtigen Bedingungen den angreifenden Streitkräften einen schrecklichen Preis abverlangen konnte.
Im Falle einer Invasion hätte die Royal Navy die Landungskräfte noch auf See angegriffen. Es ist nach dem Krieg bekannt geworden, dass die Hitler plante, an der Südküste Englands zu landen. Ein Grund für diesen Standort war, dass die engen Gewässer des Ärmelkanals mit Minen, U-Booten und Torpedobooten blockiert werden konnten. Während die deutschen Seestreitkräfte und die Luftwaffe der Royal Navy einen hohen Preis hätten abverlangen können, wäre es aber doch kaum möglich gewesen, eine zweite Welle von Truppen und Nachschub zu landen. Dieser Überlegung folgend hätten die britischen Landstreitkräfte den Deutschen auf gleicher Augenhöhe gegenübergestanden. Durch die Royal Navy vom Nachschub abgeschnitten, wäre die Invasion gescheitert.
Wissenschaftliche Betrachtungen über den wahrscheinlichen Ausgang der Invasion, einschließlich der Simulation der Royal Military Academy Sandhurst von 1974, stimmen darin überein, dass die deutschen Streitkräfte zwar in der Lage gewesen wären, zu landen und einen bedeutenden Brückenkopf zu gewinnen, dass aber das Eingreifen der Royal Navy entscheidend gewesen wäre und dass selbst bei den optimistischsten Annahmen das deutsche Heer nicht weiter als bis zur GHQ-Linie vorgedrungen wäre.
Nachdem es nicht gelungen war, in der Luftschlacht um England auch nur eine lokale Luftüberlegenheit zu erlangen, wurde das Unternehmen zunächst bis in das Frühjahr 1941, dann auf unbestimmte Zeit verschoben. Hitler und seine Generäle waren sich der Probleme einer Invasion bewusst. Hitler war ideologisch nicht auf einen langen Krieg mit Großbritannien fixiert. Viele Kommentatoren vermuten sogar, dass die deutschen Invasionspläne eine Finte waren, die nie in die Tat umgesetzt werden sollte.

### Allgemein
- Field Marshal Lord Alanbrooke: War Diaries 1939–1945. Phoenix Press, 2001, ISBN 1-84212-526-5.
- Malcolm Atkin: Fighting Nazi Occupation: British Resistance 1939–1945. Pen and Sword, Barnsley 2015, ISBN 978-1-4738-3377-7.
- Gordon Barclay: If Hitler Comes: Preparing for Invasion: Scotland 1940. Birlinn Ltd., 2013, ISBN 978-1-84341-062-1.
- Winston Churchill: Their Finest Hour. Penguin, 2005, ISBN 0-14-144173-9.
- Winston Churchill: Memoirs of The Second World War. Bonanza Books, 1978, ISBN 0-517-27032-3.
- Basil Collier: The Defence of the United Kingdom. HMSO, London 1957, OCLC 491400913.
- Richard Cox: Operation Sea Lion. Thornton Cox, 1974, ISBN 0-902726-17-X.
- Dan Cruickshank: Invasion – Defending Britain from Attack. Boxtree, 2001, ISBN 0-7522-2029-2.
- Stephen Cullen: In Search of the Real Dad's Army; The Home Guard and the Defence of the United Kingdom, 1940–1944. Pen and Sword, 2011, ISBN 978-1-84884-269-4.
- David Edgerton: Britain's War Machine: Weapons, Resources and Experts in the Second World War. Penguin, 2012, ISBN 978-0-14-102610-7.
- Martin Marix Evans: Invasion! Operation Sealion. Longman, 2004, ISBN 0-582-77294-X.
- Peter Fleming: Invasion 1940. Rupert Hart-Davis, 1957, OCLC 249944008.
- William Foot: Beaches, Fields, Streets, and Hills … the Anti-invasion Landscapes of England, 1940. Council for British Archaeology, 2006, ISBN 1-902771-53-2.
- William Foot: The Battlefields That Nearly Were. Defended England 1940. Tempus Publishing, Stroud 2006, ISBN 0-7524-3849-2.
- Midge Gillies: Waiting for Hitler – Voices from Britain on the Brink of Invasion. Hodder & Stoughton, 2006, ISBN 0-340-83798-5.
- James Hayward: The Bodies On The Beach – Sealion, Shingle Street and the Burning Sea Myth of 1940. CD41 Publishing, 2001, ISBN 0-9540549-0-3.
- Geoff Hewitt: Hitler's Armada: The Royal Navy and the Defence of Great Britain, April–October 1940. Pen & Sword Maritime, 2008, ISBN 978-1-84415-785-3.
- Stuart Hylton: Kent and Sussex 1940: Britain's frontline. Leo Cooper, Barnsley 2004, ISBN 1-84415-084-4.
- Egbert Kieser: Unternehmen Seelöwe. Bechtle, 1987, ISBN 3-7628-0457-5.
- David Lampe: The Last Ditch: Britain's Resistance Plans Against the Nazis. Greenhill Books, 2007, ISBN 978-1-85367-730-4.
- Karl Klee: Das Unternehmen „Seelöwe“: Die geplante deutsche Landung in England 1940. Musterschmidt Verlag, Göttingen 1958.
- Basil Liddell Hart: The German Generals Talk. Berkley Publishing, 1958, OCLC 855386423.
- Norman Longmate: If Britain Had Fallen. Greenhill Books, 2004, ISBN 1-85367-599-7.
- Bernard Lowry: British Home Defences 1940–45. Osprey Publishing, 2004, ISBN 1-84176-767-0.
- Martin Mace: Vehicles of the Home Guard. Historic Military Press, 2001, ISBN 1-901313-08-5.
- S. P. MacKenzie: The Home Guard – A Military and Political History. Oxford University Press, 1995, ISBN 0-19-820577-5.
- Kenneth Macksey: Invasion: Alternative History of the German Invasion of England, July 1940. Greenhill Books, 1999, ISBN 1-85367-361-7.
- Matthew Parker: The Battle of Britain: July – October 1940. Headline, London 2000, ISBN 0-7472-3452-3.
- John Ray: The Second World War: A Narrative History. Cassell & Co., London 2000, ISBN 0-304-35673-5.
- Mark Rowe: Don't Panic : Britain Prepares for Invasion 1940. The History Press, Stroud 2011, ISBN 978-0-7524-7612-4.
- Austin Ruddy: British Anti-Invasion Defences 1940–1945. Historic Military Press, 2003, ISBN 1-901313-20-4.
- Peter Schenk: Landung in England, das geplante Unternehmen „Seelöwe“ – Der Beginn der amphibischen Großunternehmen. Oberbaum Verlag, 1987, ISBN 3-926409-44-4.
- Monika Siedentopf: Unternehmen Seelöwe. DTV, 2014, ISBN 978-3-423-26029-9.
- W. G. Stevens: Problems of 2 NZEF. In: New Zealand: War History Branch, Department of Internal Affairs (Hrsg.): Official History of New Zealand in the Second World War 1939–45. Wellington 1958, OCLC 846901610.
- Neil R. Storey: Beating the Nazi Invader Hitler's Spies, Saboteurs and Secrets in Britain 1940. Pen & Sword Books Limited, Havertown 2020, ISBN 978-1-5267-7297-8.
- Julian Thompson: Dunkirk: Retreat to Victory. Pan Macmillan, New York 2009, ISBN 978-0-330-50845-2.
- Arthur Ward: Resisting the Nazi Invader. Constable and Co., 1997, ISBN 0-09-476750-5.
- Philip Warner: Invasion Road. Cassell, London 1980, ISBN 0-304-30543-X.
- John Baker White: The Big Lie. Evans Brothers, 1955, OCLC 874233110.
- Henry Wills: Pillboxes: A Study of UK Defences. Leo Cooper, 1985, ISBN 0-436-57360-1.

### Offizielle Dokumente
- HM Government (Hrsg.): Consolidated Instructions to Invasion Committees in England and Wales. Juli 1942, OCLC 1114844015.
- Barrel Flame Traps, Flame Warfare. In: War Office (Hrsg.): Military Training Pamphlet. Nr. 53, Juli 1942, OCLC 67270997.